# اسکای‌فال
اسکای‌فال (به انگلیسی: Skyfall) فیلمی در گونهٔ جاسوسی دلهره‌آور و بیست و سومین محصول ایون پروداکشنز از مجموعهٔ فیلم‌های جیمز باند است که در سال ۲۰۱۲ میلادی روی پرده رفت. سم مندس، کارگردانی این فیلم را بر عهده داشت و نیل پرویس، رابرت وید و جان لوگان نویسندگان آن بودند. در اسکای‌فال، دنیل کریگ برای سومین بار در نقش جیمز باند ظاهر شد و خاویر باردم، نقش رائول سیلوا را به‌عنوان شخصیت منفی اجرا کرد. در این فیلم، دو شخصیت داستان‌های جیمز باند، پس از غیبت در قسمت‌های قبل، دوباره ظاهر شدند: مانی‌پنی با بازی نائومی هریس و کیو با بازی بن ویشاو. جودی دنچ، رالف فاینز و برنیس مارلو از دیگران بازیگران این فیلم هستند. اسکای‌فال پرفروش‌ترین فیلم در مجموعهٔ فیلم‌های جیمز باند محسوب می‌شود.
به‌دلیل مشکلات مالی شرکت مترو گلدوین مایر در سال ۲۰۱۰، ساخت فیلم اسکای‌فال مدتی دچار وقفه شد و پیتر مورگان از ادامهٔ همکاری به‌عنوان نویسنده انصراف داد. تولید فیلم در دسامبر ۲۰۱۰ از سر گرفته شد و پرویس، وید و لوگان مسئولیت فیلمنامه‌نویسی را به عهده گرفتند. در ژانویهٔ سال ۲۰۱۱ اعلام شد که قسمت جدیدی از فیلم‌های جیمز باند در نوامبر ۲۰۱۲ به نمایش درخواهد آمد. با اعلام عنوان اسکای‌فال برای قسمت جدید، فیلم‌برداری از نوامبر ۲۰۱۱ آغاز شد و تا مارس ۲۰۱۲ ادامه یافت و عمدتاً شامل تصویربرداری‌های محلی در استانبول، لندن، شانگهای و ارتفاعات اسکاتلند می‌شد.
مراسم نخستین پرده از نمایش عمومی اسکای‌فال در ۲۳ اکتبر ۲۰۱۲ در رویال آلبرت هال در لندن برگزار شد. این فیلم در ۲۶ اکتبر در سرتاسر بریتانیا و در ۹ نوامبر ۲۰۱۲ در ایالات متحدهٔ آمریکا روی پرده رفت. تاریخ نمایش اسکای‌فال مصادف با پنجاهمین سالگرد نمایش نخستین فیلم جیمز باند با نام دکتر نو (۱۹۶۲) بود. واکنش منتقدان نسبت به این فیلم مثبت بود و کارگردانی مندس، هنرنمایی بازیگران، فیلم‌برداری و موسیقی متن فیلم مورد تحسین قرار گرفتند. اسکای‌فال در پنج حوزه از هشتاد و پنجمین جشنوارهٔ بین‌المللی اسکار نامزد و در دو حوزه موفق به دریافت جایزه شد. پر هالبرگ و کارن بیکر برای بهترین تدوین صدا و ادل برای بهترین ترانهٔ غیراقتباسی برندهٔ جایزهٔ اسکار شدند.
استقبال گسترده موجب شد تا اسکای‌فال چهاردهمین فیلمی شود که تا سال ۲۰۱۲ بیش از یک میلیارد دلار فروش می‌کرد. اسکای‌فال همچنین هفتمین فیلم پرفروش تاریخ سینما تا سال ۲۰۱۲، پرفروش‌ترین فیلم جیمز باند در تمام ادوار، دومین فیلم پرفروش سال ۲۰۱۲ (پس از انتقام‌جویان) و پرفروش‌ترین فیلم منتشرشده توسط شرکت سونی پیکچرز (تا سال ۲۰۱۹) و شرکت مترو گلدوین مایر به‌شمار می‌رود. بیست و چهارمین فیلم از مجموعهٔ فیلم‌های جیمز باند، اسپکتر نام دارد که پس از اسکای‌فال و در سال ۲۰۱۵ به نمایش درآمد.

## خلاصهٔ داستان

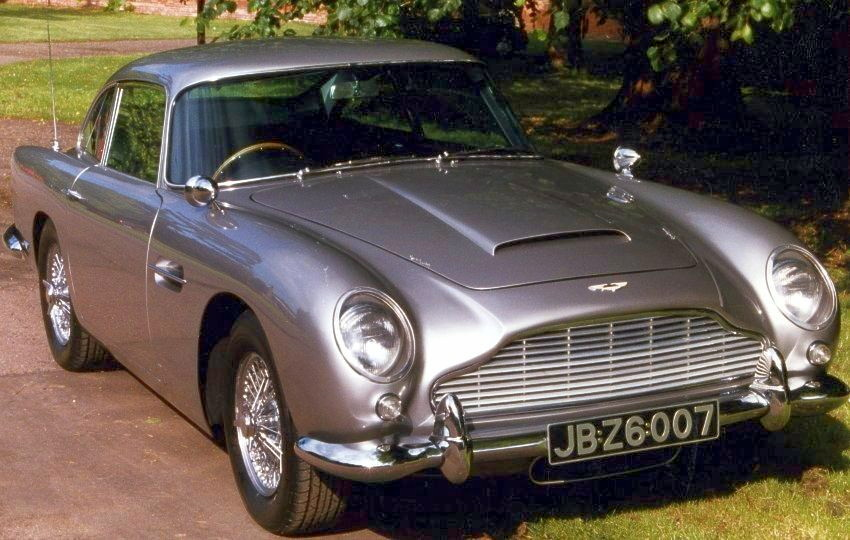
خودروی استون مارتین دی‌بی۵ مدل ۱۹۶۴؛ جیمز باند برای پیشبرد نقشه‌هایش در پردهٔ سوم اسکای‌فال، بار دیگر از این خودرو استفاده می‌کند.

مزدوری به‌نام پاتریس، هارد دیسک حاوی اطلاعات سری سازمان ام‌آی۶ را از مأموران آن سازمان در استانبول به‌سرقت می‌برد. برای بازپس‌گیری هارد دیسک، جیمز باند به‌همراه ایو مانی‌پنی، او را در بازار بزرگ استانبول تعقیب می‌کنند. پاتریس خود را به یک قطار درحال حرکت می‌رساند و باند مجبور می‌شود به‌تنهایی او را دنبال او کند. باند و پاتریس روی سقف قطار باهم درگیر می‌شوند و مانی‌پنی با ماشین آنها را دنبال می‌کند. پیش از این که باند و پاتریس از تیررس خارج شوند، ام (رئیس سازمان ام‌آی۶) به مانی‌پنی دستور می‌دهد تا تیراندازی کند. از آنجاکه مانی‌پنی دید واضحی از آنها ندارد، ناخواسته به باند شلیک می‌کند. باند به داخل رودخانه می‌افتد و پاتریس موفق می‌شود با هارد دیسک فرار کند.
سه ماه می‌گذرد و خبری از باند نمی‌شود. طی تحقیقات عمومی دربارهٔ عملکرد ام در قبال هارد دیسک سرقت‌شده، گرت مالوری (رئیس کمیتهٔ اطلاعات و امنیت پارلمان و افسر سابق نیروی هوایی ویژه)، ام را برای بازنشستگی اختیاری تحت فشار قرار می‌دهد. درحالی‌که ام ادعا می‌کند حضورش هنوز در سازمان لازم است، سِرورهای ام‌آی۶ هک می‌شوند. سپس یک پیام کامپیوتری طعنه‌آمیز برای ام ارسال و پس از چند لحظه، مقر سازمان ام‌آی۶ در لندن منفجر می‌شود. جیمز باند که در اصل زنده مانده و مشغول خوش‌گذرانی در یونان است، از این حمله باخبر می‌شود و تصمیم می‌گیرد که به لندن بازگردد. او در مجموعه‌ای از معاینات فیزیکی، پزشکی و روانی شرکت می‌کند و مردود می‌شود؛ اما ام آنها را مخفی نگه می‌دارد و با بازگشت باند به مأموریت‌های میدانی موافقت می‌کند. ام به باند دستور می‌دهد که رئیس پاتریس را شناسایی کند و هارد دیسک را برگرداند. باند با کیو ملاقات می‌کند و از او، یک فرستندهٔ رادیویی و یک قبضه اسلحهٔ والتر پی.پی.کا تحویل می‌گیرد.
باند در شانگهای پاتریس را پیدا می‌کند و شاهد مأموریت آدم‌کشی او در بالاترین طبقات یک آسمان‌خراش می‌شود. آنها باهم درگیر می‌شوند و پاتریس به پائین سقوط می‌کند و جان خود را از دست می‌دهد. باند در کیف پاتریس ژتونی پیدا می‌کند که او قصد داشته بابت دستمزد آدم‌کشی، آن را در کازینوی ماکائو نقد کند. به‌دستور ام، مانی‌پنی دوباره به باند می‌پیوندد و آنها باهم به کازینوی ماکائو می‌روند. در آنجا، زنی به‌نام سورین که با پاتریس همدست بوده، باند را به‌صرف نوشیدنی دعوت می‌کند. باند از روی خال‌کوبی روی مچ دست سورین پی می‌برد که او قبلاً بردهٔ جنسی بوده و بعداً توسط کسی آزاد شده. باند حدس می‌زند که آن شخص حالا رئیس سورین است و می‌گوید که تمایل دارد با او ملاقات کند. سورین در ابتدا هشدار می‌دهد که محافظانش سعی دارند باند را بکشند؛ سپس شرط می‌گذارد درصورتی همکاری خواهد کرد که باند اطمینان دهد رئیس او را خواهد کشت. باند به‌کمک مانی‌پنی، محافظان را از سر راه برمی‌دارد و در لنگرگاه سوار قایق بادبانی سورین می‌شود. آنها به جزیره‌ای متروک در امتداد سواحل ماکائو سفر می‌کنند. وقتی به آنجا می‌رسند، باند را به نزد رئیس سورین، رائول سیلوا، می‌برند. سیلوا از باند استقبال می‌کند و برای او توضیح می‌دهد که خودش زمانی از مأموران اطلاعاتی بریتانیا بوده ولی حالا به تروریسم سایبری روی آورده است. او همچنین فاش می‌کند که حمله به مقر ام‌آی۶ را از روی خصومت شخصی سازماندهی کرده است. سیلوا، سورین را جلوی چشمان باند می‌کشد؛ اما باند با استفاده از فرستندهٔ رادیویی کیو، موقعیت مکانی خود را به واحدهای نظامی مخابره می‌کند. نیروهای نظامی با ورود به جزیره، سیلوا را دستگیر می‌کنند و به بریتانیا تحویل می‌دهند.
ام و باند به ملاقات سیلوا در سلول انفرادی می‌روند. در گفت‌وگوی بین ام و سیلوا مشخص می‌شود که ام در جریان تحولات هنگ کنگ در سال ۱۹۹۷، هویت واقعی سیلوا را افشا کرده و او را در اختیار دولت چین قرار داده بود. بعد هم تلاش سیلوا برای خودکشی، نافرجام مانده و دچار نقص عضو شده. پس از این ملاقات، کیو و باند در پایگاه زیرزمینی سازمان ام‌آی۶ مشغول رمزگشایی از رایانهٔ شخصی سیلوا می‌شوند؛ اما ناخواسته در یک برنامهٔ نرم‌افزاری به‌دام می‌افتند. ناگهان دسترسی به سرورهای سازمان باز می‌شود و سیلوا از طریق تونل‌های زیرزمینی مترو فرار می‌کند. کیو و باند به این نتیجه می‌رسند که سیلوا عامدانه خود را در اختیار ام‌آی۶ قرار داده تا بتواند نقشه‌هایش را برای ترور ام اجرا کند. باند در تونل‌ها و ایستگاه‌های متروی لندن به‌دنبال سیلوا می‌رود و در آخرین لحظه خود را به جلسهٔ بازپرسی ام در کاخ وست‌مینیستر می‌رساند و نقشهٔ سیلوا را ناکام می‌گذارد.
باند از استون مارتین دی‌بی۵ (خودروی قدیمی خود) استفاده می‌کند و ام را به املاک اسکای‌فال، خانهٔ دوران کودکی‌اش در ارتفاعات اسکاتلند، می‌برد. سپس از کیو درخواست می‌کند که به سیلوا امکان مسیریابی بدهد تا او بتواند آنها را تا اسکای‌فال تعقیب کند. باند و ام با کین‌کید (نگهبان املاک اسکای‌فال) ملاقات می‌کنند و آنها به‌کمک همدیگر، مجموعه‌ای از تله‌های مرگبار را در سرتاسر عمارت کار می‌گذارند. وقتی سربازان سیلوا از راه می‌رسند، همگی در تله‌ها غافلگیر و کشته می‌شوند. ام هم زخمی می‌شود. وقتی سیلوا سوار بر بالگرد، با سلاح‌های سنگین و با نیروهای بیشتر از راه می‌رسد، باند از ام و کین‌کید می‌خواهد تا از طریق تونل مخفی زیر عمارت به کلیسا بروند و در آنجا پنهان شوند. درنهایت خود باند هم مجبور می‌شود برای مقابله با سیلوا، کل عمارت را با کپسول‌های پروپان منفجر و از همان تونل فرار کند. سیلوا که از انفجار عمارت جان سالم به‌در برده، ام و کین‌کید را در اطراف کلیسا پیدا می‌کند و به‌دنبال آنها می‌رود. وقتی به آنجا می‌رسد، اسلحه را به ام می‌دهد و شقیقهٔ او را به شقیقهٔ خودش می‌چسباند و التماس می‌کند که هر دویشان را بکشد. در همین زمان، باند از راه می‌رسد و سیلوا را با چاقو از پا درمی‌آورد. ام نیز بر اثر شدت جراحات در آغوش باند جان می‌دهد.
پس از مراسم خاکسپاری ام، باند به دفتر مالوری فراخوانده می‌شود. در آنجا، مانی‌پنی رسماً خود را به باند معرفی می‌کند و می‌گوید که از مأموریت‌های میدانی برکنار و در عوض، منشی مالوری شده. با این‌حال، باند در ملاقات با مالوری آمادگی خود را برای بازگشت به ام‌آی۶ و ادامهٔ ماموریت‌های میدانی اعلام می‌کند.

## بازیگران
- دنیل کریگ در نقش جیمز باند
- جودی دنچ در نقش ام
- خاویر باردم در نقش رائول سیلوا؛[و ۱] با نام اولیهٔ تیاگو رودریگز[و ۲]
- رالف فاینز در نقش گرت مالوری[و ۳]
- نائومی هریس در نقش ایو مانی‌پنی[و ۴]
- برنیس مارلو در نقش سورین[و ۵]
- آلبرت فینی در نقش کین‌کید[و ۶]
- بن ویشاو در نقش کیو؛ مدیر بخش فنی ام‌آی۶
- اولا راپاس در نقش پاتریس[و ۷]
- روری کینیار در نقش بیل تنر؛[و ۸] رئیس دفتر ام.
- هلن مک‌کروری در نقش وزیر

## تولید

### مقدمات
اگرچه پروژهٔ ساخت بیست و سومین فیلم جیمز باند از سال ۲۰۰۹ آغاز شده بود؛ اما جریان فیلم‌سازی طی سال ۲۰۱۰ به دلیل مشکلات مالی شرکت مترو گلدوین مایر دچار وقفه شد. با خروج این شرکت از ورشکستگی، پیش‌تولید فیلم در ۲۱ دسامبر ۲۰۱۰ از سر گرفته شد و فیلم‌سازان در ژانویهٔ ۲۰۱۱ به‌طور رسمی اعلام کردند که تولید فیلم برای اواخر سال ۲۰۱۱ برنامه‌ریزی شده و تاریخ نمایش عمومی آن در ۹ نوامبر ۲۰۱۲ خواهد بود. شرکت‌های مترو گلدوین مایر و سونی پیکچرز بعداً خبر دادند که نمایش جیمز باند بیست و سوم در بریتانیا قرار است دو هفته زودتر از ایالات متحدهٔ آمریکا یعنی در تاریخ ۲۶ اکتبر ۲۰۱۲ صورت گیرد. طبق زمان‌بندی‌ها، اسکای‌فال بخشی از جشن پنجاهمین سالگرد نمایش نخستین فیلم جیمز باند، با عنوان دکتر نو (۱۹۶۲)، محسوب می‌شد.

### پیش‌تولید
پس از انتشار ذره‌ای آرامش در سال ۲۰۰۸، باربارا براکلی گفته بود که فیلم بعدی جیمز باند احتمالاً ماجرای سازمان مرموز کوانتوم را دنبال خواهد کرد. فیلم کازینو رویال این سازمان را معرفی و فیلم ذره‌ای آرامش بخشی از پشت پردهٔ آن را پیگیری کرده بود. در اوت ۲۰۱۱، روزنامهٔ صربستانی بلیک خبر داد که عنوان جیمز باند بیست و سوم، خودمختار است و از رمان اخیر جفری دی‌ور اقتباس شده. در ۳۰ اوت، ایون پروداکشنز با تکذیب این خبر اعلام کرد که «عنوان فیلم جدید قرار نیست خودمختار باشد و هیچ ربطی به کتاب جفری دی‌ور نخواهد داشت». در ۳ اکتبر ۲۰۱۱ گزارش شد که نام ۱۵ پایگاه اینترنتی مثل jamesbond-skyfall.com و skyfallthefilm.com از طرف مترو گلدین مایر و سونی پیکچرز در شرکت نرم‌افزاری مارک‌مانیتور (ارائه‌دهندهٔ خدمات اینترنتی جهت حفاظت از عناوین تجاری) ثبت شده‌اند. این موضوع باعث آغاز گمانه‌زنی رسانه‌ها شد مبنی بر این که فیلم جدید اسکای‌فال عنوان خواهد گرفت؛ ولی ایون پروداکشنز آنها را تأیید نکرد. بالأخره در ۳ نوامبر ۲۰۱۱، عنوان اسکای‌فال برای جیمز باند بیست و سوم در یک کنفرانس مطبوعاتی تأیید شد و طی آن، باربارا براکلی اضافه کرد که این عنوان «زمینهٔ احساسی و عاطفی دارد که در طول فیلم آشکار خواهد شد». اسکای‌فال در واقع نام املاک آباء و اجدادی جیمز باند در اسکاتلند و محل وقوع صحنه‌های پایان فیلم است.

#### نگارش فیلمنامه
در ابتدا، از پیتر مورگان دعوت شد تا در کنار نیل پرویس و رابرت وید روی نگارش فیلمنامه کار کند؛ اما وقتی مترو گلدوین مایر ورشکست و جریان فیلم‌سازی متوقف شد، او پروژه را ترک کرد. مورگان بعداً ادعا کرده بود که فیلمنامهٔ نهایی بر اساس طرح اولیهٔ خودش و استفاده از ایده‌ای موسوم به «تلهٔ بزرگ» نوشته شده. اما مندس این ادعا را با قاطعیت تکذیب و اذعان کرده بود: «به هیچ وجه. قطعاً نه، این یک دروغ است. نمی‌خواهم بزرگش کنم؛ این صحیح نیست… من فیلمنامهٔ پیتر را خوانده بودم… او در ابتدا فیلمنامه‌ای نوشت، اما وقتی من [به پروژه] پیوستم، آن فیلمنامه را دور انداخته بودند. کاردزدی از نویسندگان منصفانه نیست». رابرت وید بعداً در این‌باره گفت: «من و نیل شیفتهٔ فلمینگ بودیم. فکر می‌کنم پیتر بیشتر به لوکاره علاقهٔ داشت. فقط کارش نگرفت». فیلمنامه‌ای که مورگان در کنار پرویس و وید روی آن کار می‌کرد، روزی روزگاری یک جاسوس عنوان داشت و داستانش از این قرار بود که یک الیگارش روس — از مأموران سابق کاگ‌ب — که طی اقامت در برلین غربی در طول جنگ سرد با ام رابطهٔ نامشروع داشته، درصدد باج‌خواهی از او برمی‌آید. فیلمنامهٔ آنها جایی به پایان می‌رسید که باند مجبور به کشتن ام می‌شد. مندس از اکثر بخش‌های این فیلمنامه خوشش نمی‌آمد؛ ولی موافق بود که داستان با مرگ ام به پایان برسد.
پس از این که مورگان پروژه را ترک کرد، وید و پرویس به نگارش فیلمنامهٔ جدیدی با اقتباس از رمان‌های فقط دوبار زندگی می‌کنید (۱۹۶۴) و مردی با تپانچهٔ طلایی (۱۹۶۵) مشغول شدند. در این فیلمنامه، ابتدا احتمال کشته شدن باند طی یک حادثه مطرح می‌شد؛ ولی در واقع زنده می‌ماند و به سازمان بحران‌زدهٔ ام‌آی۶ بازمی‌گشت. فیلمنامه‌ای که آن دو آماده کرده بودند، از خط داستانی فیلم‌های پیشین جیمز باند پیروی می‌کرد و حال‌وهوای آن به رمان دل تاریکی شباهت داشت. طبق فیلمنامهٔ آنها، باند دچار فراموشی می‌شد و در ترکیه، معشوقه‌اش لی‌لی را به‌طور ناخواسته باردار می‌کرد. بعد هم لی‌لی برای پیدا کردن باند به دنبال سرنخ‌های لازم تا ام‌آی۶ می‌رفت. مأموریت باند نیز این بود که به کوه‌های آند برود و به دنبال فرد شروری مشابه با فرانسیسکو اسکارامانگا — شخصیت منفی فیلم مردی با طپانچه طلایی (۱۹۷۴) — بگردد. با این حال، روند فیلمنامه‌نویسی باز هم به‌دلیل مشکلات مالی مترو گلدوین مایر دچار وقفه شد.
در پایان سال ۲۰۱۰، پرویس و وید پیش‌نویسی ارائه کردند با عنوان هیچ چیز همیشگی نیست که طبق آن، شخصیت منفی داستان با نام رائول سوزا موفق می‌شد از طریق بمب‌گذاری در متروی شهر بارسلون، ام را ترور و فرد قانون‌مداری به نام مالندر را جایگزین او کند. از آنجا که فیلم‌سازان از پردهٔ سوم فیلم ناراضی بودند، بعداً پیش‌نویس را اصلاح کردند؛ به‌گونه‌ای که حوادث انتهای فیلم در اسکاتلند رقم بخورد. برای این منظور، فیلمنامهٔ نهایی به‌دست جان لوگان بازنویسی شد؛ ولی داستان اولیهٔ پرویس و وید عمدتاً دست‌نخورده باقی ماند. لوگان که به‌واسطهٔ دوستی دیرینه‌اش با مندس وارد پروژه شده بود، نقل می‌کرد که بین مندس و نویسندگان «همکاری بسیار نزدیک» وجود داشت و کار روی پیش‌نویس اسکای‌فال از بهترین تجربیات او در زمینهٔ فیلمنامه‌نویسی بود. جز باترورث، نمایشنامه‌نویس بریتانیایی، نیز به‌صورت غیررسمی در نوشتن فیلمنامه مشارکت داشت.

#### انتخاب بازیگران
در تاریخ ۳ نوامبر ۲۰۱۱ که مصادف با پنجاهمین سالروز معرفی شان کانری برای نقش جیمز باند بود، اسامی بازیگران اصلی فیلم طی یک کنفرانس مطبوعاتی در هتل کورین‌ثیای لندن اعلام شد. دنیل کریگ که برای سومین بار نقش جیمز باند را بازی می‌کرد، گفت از این که چنین فرصتی نصیبش شده، احساس خوش‌بختی می‌کند. سم مندس در وصف حال‌وروز باند در فیلم جدید گفت که او قرار است «ترکیبی از رخوت، کسالت، افسردگی [و] بغرنجی مسیری را که برای امرار معاش در پیش گرفته» تجربه کند. جودی دنچ که در آستانهٔ ۷۸ سالگی قرار داشت، برای هفتمین و آخرین بار نقش ام را عهده‌دار شد. در طول فیلم، توانایی ام برای ادارهٔ ام‌آی۶ زیر سؤال می‌رود و درنهایت به یک بازپرسی عمومی در مورد نحوهٔ مدیریت آن سازمان منجر می‌شود.

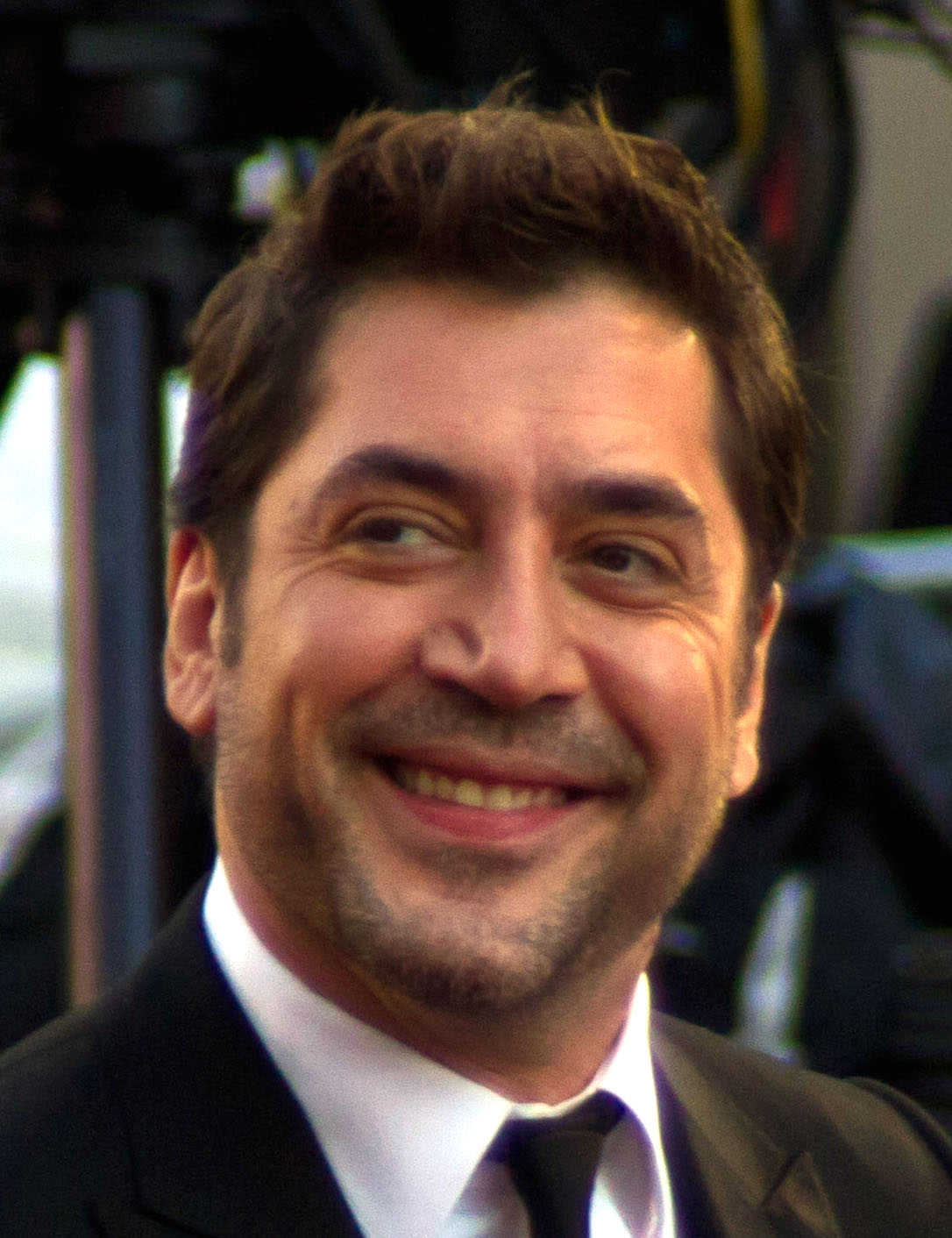
خاویر باردم در سال ۲۰۱۱؛ وی نخستین بازیگر اسپانیایی بود که جایزۀ اسکار برنده شد.

از خاویر باردم برای بازی در نقش شخصیت منفی فیلم دعوت شد. این دومین بار بود که یک بازیگر برندهٔ جایزهٔ اسکار در نقش شخصیت منفی فیلم‌های جیمز باند بازی می‌کرد. بار نخست را کریستوفر واکن در فیلم چشم‌انداز یک کشتار (۱۹۸۵) ایفا کرده بود. شخصیت منفی اسکای‌فال یک تروریست سایبری با نام رائول سیلوا است که درصدد انتقام از کسانی است که به او خیانت کرده‌اند. باردم در توصیف سیلوا گفته بود که او «فراتر از یک شخصیت منفی» است و کریگ عقیده داشت که سرگذشت باند و سیلوا بسیار به هم شباهت دارد. مندس می‌گفت که بسیار تلاش کرده تا باردم را برای بازی در این نقش راضی کند و از طرفی، این پتانسیل را می‌دید که رائول سیلوا از شخصیت‌های به یادماندنی در مجموعهٔ فیلم‌های جیمز باند شود. مندس می‌خواست «چیزی بیافریند که [مخاطبان] احساس کنند برای مدت طولانی در فیلم‌های جیمز باند غایب بوده». مندس همچنین معتقد بود که باردم از معدود بازیگرانی است که می‌تواند در قالب شخصیت «بی‌وجدان» ظاهر شود و چیزی فراتر از طرح فیلمنامه ارائه دهد. باردم پیش از این که برای نقش خود آماده شود، فیلمنامه را به زبان مادری‌اش (اسپانیایی) ترجمه کرد. مندس این را به حساب تعهد کاری باردم می‌گذاشت. باردم دربارۂ خاص بودن قیافهٔ سیلوا به تبادل نظر گسترده با مندس پرداخت و برای بازی در این نقش، موهای خود را به رنگ روشن درآورد. این کار باعث شباهت قیافهٔ سیلوا به جولین آسانژ شد و مورد توجه برخی از کارشناسان سینما قرار گرفت. در سوی دیگر، برنیس مارلو برای نقش سورین انتخاب شد. سورین زنی است که به کمک سیلوا از یوق تاجران جنسی ماکائو آزاد شده و بعد به استخدام او درآمده تا فعالیت‌هایش را نمایندگی کند. مارلو نقش خود را «پرزرق‌وبرق و مرموز» توصیف می‌کرد و می‌گفت که برای ایفای آن از شخصیت زانیا آناتوپ — شخصیت منفی فیلم گلدن‌آی (۱۹۹۵) با بازی فامکه یانسن — الهام گرفته بود. مارلو هشتمین بازیگر اهل فرانسه بود که ایفاگر نقش اصلی در فیلم‌های جیمز باند می‌شد.

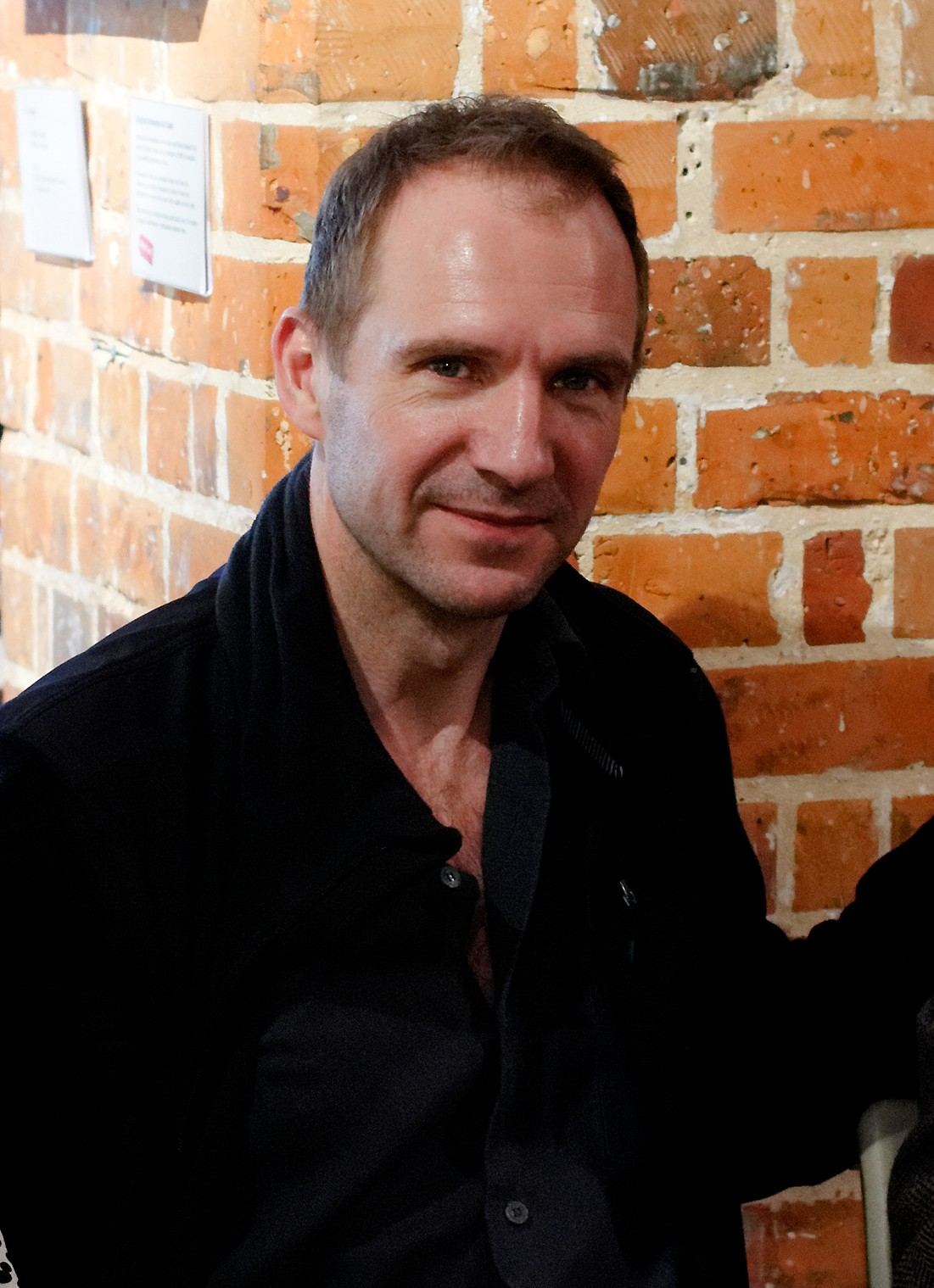
رالف فاینز در سال ۲۰۱۱؛ وی در سال ۱۹۹۵ از نامزدهای بازی در نقش جیمز باند بود.

رالف فاینز برای نقش گرت مالوری در نظر گرفته شد. مالوری سرهنگ سابق نیروی زمینی بریتانیا است که ریاست کمیتهٔ امنیت و اطلاعات را بر عهده دارد و بر ام‌آی۶ نیز نظارت می‌کند. در پایان فیلم، مالوری به ریاست ام‌آی۶ می‌رسد و عنوان ام را از آن خود می‌کند. این نخستین بار در مجموعهٔ فیلم‌های جیمز باند است که طی یک قسمت، دو شخصیت مختلف در نقش ام ظاهر می‌شوند. فاینز در زمان تولید فیلم گفته بود که نمی‌تواند جنبه‌های خاص این نقش را لو بدهد؛ جز این که «واقعاً جالب است و کاملاً سرگرم‌کننده به نظر می‌رسد». در زمان انتخاب بازیگران فیلم گلدن‌آی، فاینز از نامزدهای بازی در نقش جیمز باند بود.
برای بازگرداندن شخصیت مانی‌پنی، نائومی هریس انتخاب شد. او در اوایل فیلم به‌عنوان مأمور عملیاتی ام‌آی۶ با نام ایو معرفی می‌شود که از نزدیک با باند همکاری دارد. علی‌رغم حدس و گمان رسانه‌ها مبنی بر این که هریس برای نقش مانی‌پنی انتخاب شده، این موضوع توسط هیچ‌کدام از افراد گروه تولید تأیید نشد و هریس هم شخصاً ادعاهای مبنی بر این که ایو در واقع همان دوشیزه مانی‌پنی است، رد کرد. او بعداً دربارهٔ این نقش گفت که ایو «[تصور می‌کند] که هم‌قدوقوارهٔ باند است، اما یک تازه‌کار بیش نیست». این نخستین بار در مجموعهٔ جیمز باند بود که یک بازیگر سیاه‌پوست در نقش مانی‌پنی ظاهر می‌شد. یکی دیگر از شخصیت‌هایی که در اسکای‌فال بازگشت، کیو با بازی بن ویشاو بود. ویشاو چهارمین بازیگری بود که در مجموعهٔ جیمز باند نقش کیو را بر عهده می‌گرفت. با این حال، نخستین بار بود که جوان‌تر از باند ظاهر می‌شد. مندس از توضیح دربارۂ این که ویشاو قرار است در کدام نقش بازی کند، خودداری می‌کرد؛ ولی بعداً اعتراف کرد که ایدهٔ بازگشت شخصیت کیو را خودش داده بود. او در این‌باره گفت: «من ایده‌هایی دربارهٔ مانی‌پنی، کیو و یک شرور پُرزرق‌وبرق ارائه دادم و آنها گفتند بسیارخوب». نقش سومین باند گرل اسکای‌فال را تونیا سوتیروپولو، هنرپیشهٔ یونانی، بازی کرد و در صحنهٔ کوتاهی از پردهٔ اول فیلم ظاهر شد. آلبرت فینی هم برای بازی در نقش کین‌کید انتخاب شد. تهیه‌کنندگان در ابتدا می‌خواستند که برای ادای احترام به پنجاهمین سالگرد مجموعهٔ جیمز باند، نقش کین‌کید را به شان کانری بدهند؛ اما بعداً منصرف شدند چون حس می‌کردند که حضور کانری ممکن است نوعی شیرین‌کاری تبلیغاتی تلقی شود و تماشاگران را سردرگم کند.

#### گروه تولید
سم مندس اندکی پس از انتشار فیلم ذره‌ای آرامش (۲۰۰۸)، با هدف کارگردانی به پروژه پیوست و در دورهٔ بحران مالی مترو گلدوین مایر به‌عنوان مشاور فیلم‌سازان باقی ماند. مندس و کریگ که قبلاً در فیلم راهی به تباهی (۲۰۰۲) همکاری داشتند، در دورهٔ برگزاری تئاتر باران مداوم (۲۰۰۹) باز به هم رسیدند و طی ملاقاتی در پشت صحنه، کریگ موضوع کارگردانی فیلم‌های جیمز باند را برای نخستین بار با مندس در میان گذاشت. مندس در ابتدا برای پذیرش کارگردانی فیلم‌های جیمز باند مردد بود چون برایش جذابیت کمی داشت؛ اما به دلیل مشارکت و دلگرمی کریگ، این پیشنهاد را بلافاصله رد نکرد. مندس اعتقاد داشت که حضور و نقش‌آفرینی کریگ در فیلم کازینو رویال همان چیزی بود که بازیگر اصلی مجموعهٔ فیلم‌های جیمز باند به آن نیاز دارد. مندس پس از ملاقات با مایکل ویلسون و باربارا براکلی و صحبت دربارهٔ روند کار، مسئولیت کارگردانی را پذیرفت. در مقطعی، رسانه‌ها شایعه کردند که برای بالابردن اقبال پیروزی در جشنوارهٔ اسکار، مندس توصیه کرده که اصلاحاتی در فیلمنامه با هدف «[حذف] صحنه‌های اکشن به نفع شخصیت‌پردازی» صورت گیرد. با این حال، مندس چنین ادعاهایی را تکذیب و اظهار کرده بود که صحنه‌های اکشن بخش مهمی از فیلم را تشکیل خواهند داد.

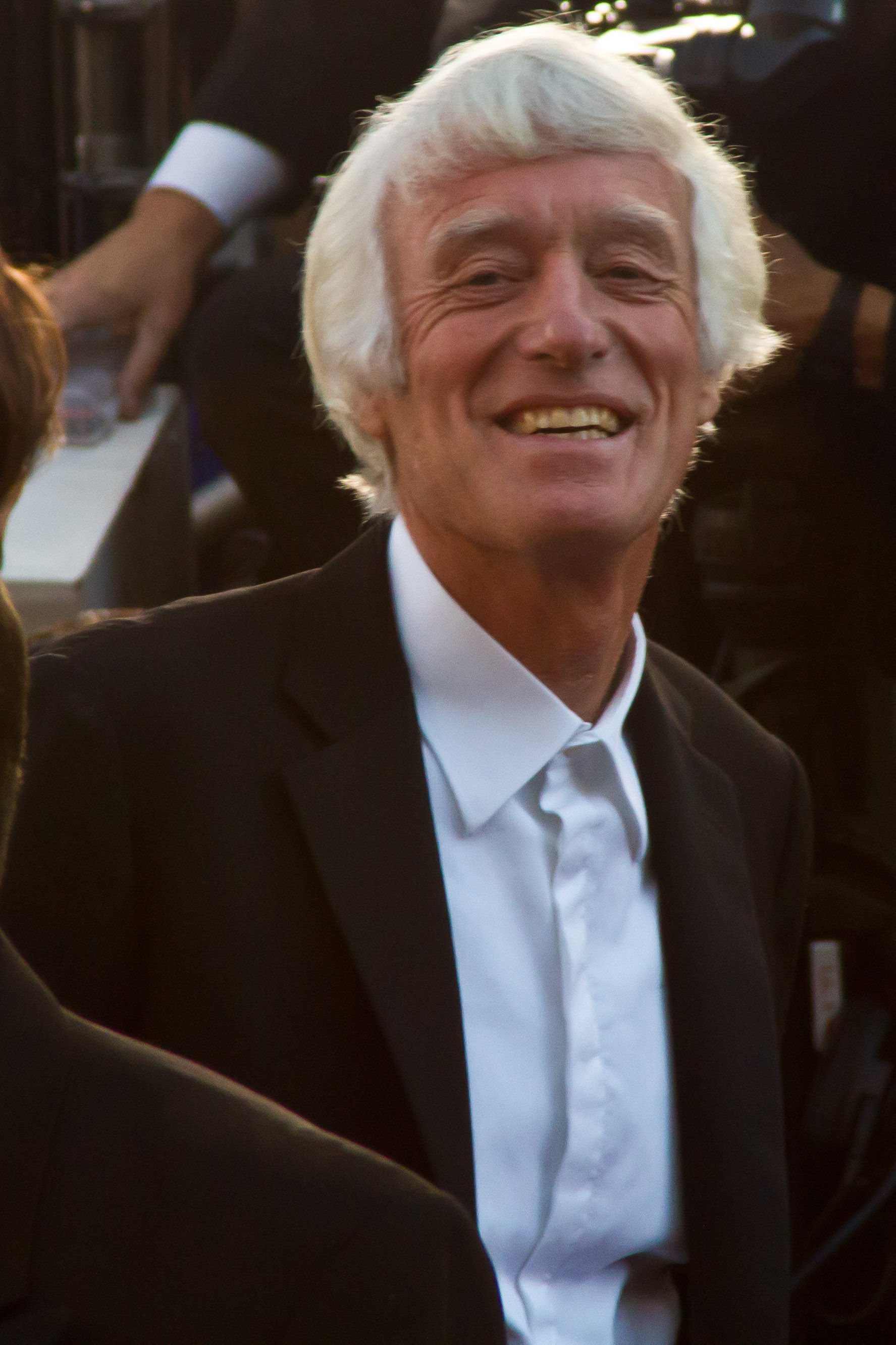
راجر دیکینز در سال ۲۰۱۱؛ وی پیش از این برای فیلم‌برداری رستگاری در شاوشنک (۱۹۹۴)، فارگو (۱۹۹۶)، ذهن زیبا (۲۰۰۱) و جایی برای پیرمردها نیست (۲۰۰۷) مورد ستایش قرار گرفته بود.

راجر دیکینز که پیش از این در فیلم‌های جارهد (۲۰۰۵) و جادهٔ انقلابی (۲۰۰۸) با سم مندس همکاری کرده بود، به‌عنوان مدیر فیلم‌برداری به پروژه اضافه شد. سایر افراد گروه تولید عبارت بودند از: دنیس گسنر (طراح تولید)، جنی تمیم (طراح لباس)، الکساندر ویت (کارگردان واحد دوم)، گری پاول (مسئول بدل‌کاری)، کریس کوربولد (سرپرست جلوه‌های ویژهٔ میدانی) و استیو بگ (سرپرست جلوه‌های ویژهٔ بصری). این افراد در گذشته هم برای ساختن فیلم‌های جیمز باند مشارکت کرده بودند. از دنیل کلاینمن نیز مجدداً دعوت شد تا طراحی تیتراژ فیلم اسکای‌فال را بر عهده بگیرد. او قبلاً از همکاری در فیلم ذره‌ای آرامش کنار گذاشته شده بود تا به استودیوی ام‌کا ۱۲ فرصت ظهور بدهد. کلاینمن تمام جلوه‌های دیجیتالی تیتراژ را با همکاری شرکت فریم‌استور طراحی کرد.

#### انتخاب مکان فیلمبرداری
در آوریل ۲۰۱۱، مندس و براکلی به آفریقای جنوبی سفر کردند تا محل مناسبی برای فیلم‌برداری پیدا کنند. چند ماه بعد خبر آمد که فیلم‌برداری‌ها در هندوستان انجام خواهدشد. قرار بود چند صحنه از فیلم در ناحیهٔ ساروجینی ناگار (در دهلی نو) و چند صحنه هم در مسیر ریلی گوا به احمدآباد ضبط شوند. با این‌حال، عوامل تولید در اخذ مجوزهای لازم برای بستن خطوط ریلی کونکان به مشکل خوردند. گروه تولید فیلم‌های شوالیه تاریکی برمی‌خیزد (۲۰۱۲) و مأموریت: غیرممکن – پروتکل شبح (۲۰۱۱) نیز مشکلات مشابهی برای دریافت مجوز فیلم‌برداری در این مناطق داشتند. گرچه مجوزهای لازم درنهایت به گروه تولید فیلم جیمز باند داده شد، اما تصویربرداری‌های محلی هرگز در هندوستان صورت نگرفت.

### فیلمبرداری
طبق برنامه، تصویربرداری اصلی به ۱۳۳ روز زمان نیاز داشت. با این حال، ۱۲۸ روزه به اتمام رسید. تصویربرداری‌ها در ۷ نوامبر ۲۰۱۱ در لندن کلید خورد و دیکینز کل صحنه‌ها را با دوربین‌های دیجیتالی آری الکسا ضبط کرد. هم در مجموعهٔ جیمز باند و هم در کارنامهٔ کاری مندس، اسکای‌فال نخستین فیلمی بود که به‌صورت دیجیتالی فیلم‌برداری شد.
اماکنی که در آنها فیلم‌برداری صورت گرفت، عبارتند از ایستگاه‌های متروی لندن، پارکینگ اسمیت‌فیلد در وست اسمیت‌فیلد، نگارخانهٔ ملی لندن، محلهٔ سات‌ارک، خیابان وایت‌هال، میدان پارلمان، ایستگاه متروی چرینگ کراس، کالج سلطنتی نیروی دریایی در گرینیچ، میدان کداگن و ناحیهٔ تاور هیل. صحنه‌ای که باند وارد پایگاه زیرزمینی ام‌آی۶ می‌شود، در بیمارستان سنت بارتلمه فیلم‌برداری شد. از تونل‌های اولد ویک واقع در زیر ایستگاه واترلو، به‌عنوان محل تمرین ام‌آی۶ استفاده شد. صحنهٔ ملاقات کیو و باند در نگارخانهٔ ملی را در طول شب، زمانی‌که نگارخانه تعطیل بود، فیلم‌برداری کردند. صحنه‌ای از اواخر فیلم که باند را بر فراز ساختمان نشان می‌دهد، روی پشت بام دفاتر وزارت انرژی و تغییرات آب‌وهوایی فیلم‌برداری شد. برای صحنهٔ انفجار در مقر ام‌آی۶ — که در تقاطع ناحیهٔ ووکسهال واقع شده — تردد وسایل نقلیه را روی پل ووکسهال و ناحیهٔ میل‌بنک متوقف کردند. برعکس فیلم دنیا کافی نیست (۱۹۹۹)، که صحنهٔ انفجار در ساختمان ام‌آی۶ را با فیلم‌برداری از یک مدل بزرگ‌مقیاس به نمایش درآوردند، صحنهٔ انفجار در اسکای‌فال به‌صورت دیجیتالی و طی مراحل پس از تولید اضافه شد. قرار بود صحنه‌های پایان فیلم در قلعهٔ دانترون در آرگیل ضبط شوند؛ اما اندکی پس از آغاز مرحلهٔ فیلم‌برداری، ارتفاعات گلن‌کو جایگزین شد. شاید به نظر برسد که صحنه‌های مربوط به عمارت خانوادگی باند در اسکاتلند فیلم‌برداری شده‌اند؛ اما واقعیت این بود که مدل هم‌مقیاس آن بنا را با استفاده از گچ و تختهٔ سه‌لا در دشت‌های هانکلی کامن در شهرستان ساری ساختند. برای افزایش شباهت‌های محیطی، از ارتفاعات اسکاتلند به سبک سراسرنما عکاسی شد و تصاویر آن بعداً با صحنه‌های فیلم ادغام گردید. جلوهٔ هوای مه‌آلود و ابرهای معلق هم اضافه شدند تا شرایط جوی و هوای سرد در املاک اسکای‌فال را منتقل کنند. صحنه‌های تعقیب‌وگریز در دشت‌های اطراف عمارت نیز داخل یک سکوی تاریک فیلم‌برداری شدند. با تصمیم دیکینز، روشنایی‌های حاصل از آتش‌سوزی عمارت با دکل‌های نوری متشکل از چراغ‌های طلایی شبیه‌سازی شد. تصاویر این سکانس بعداً با افزودن شعله‌های آتش و چندین لایهٔ مه و دود به‌صورت گرافیکی بازطراحی شدند.

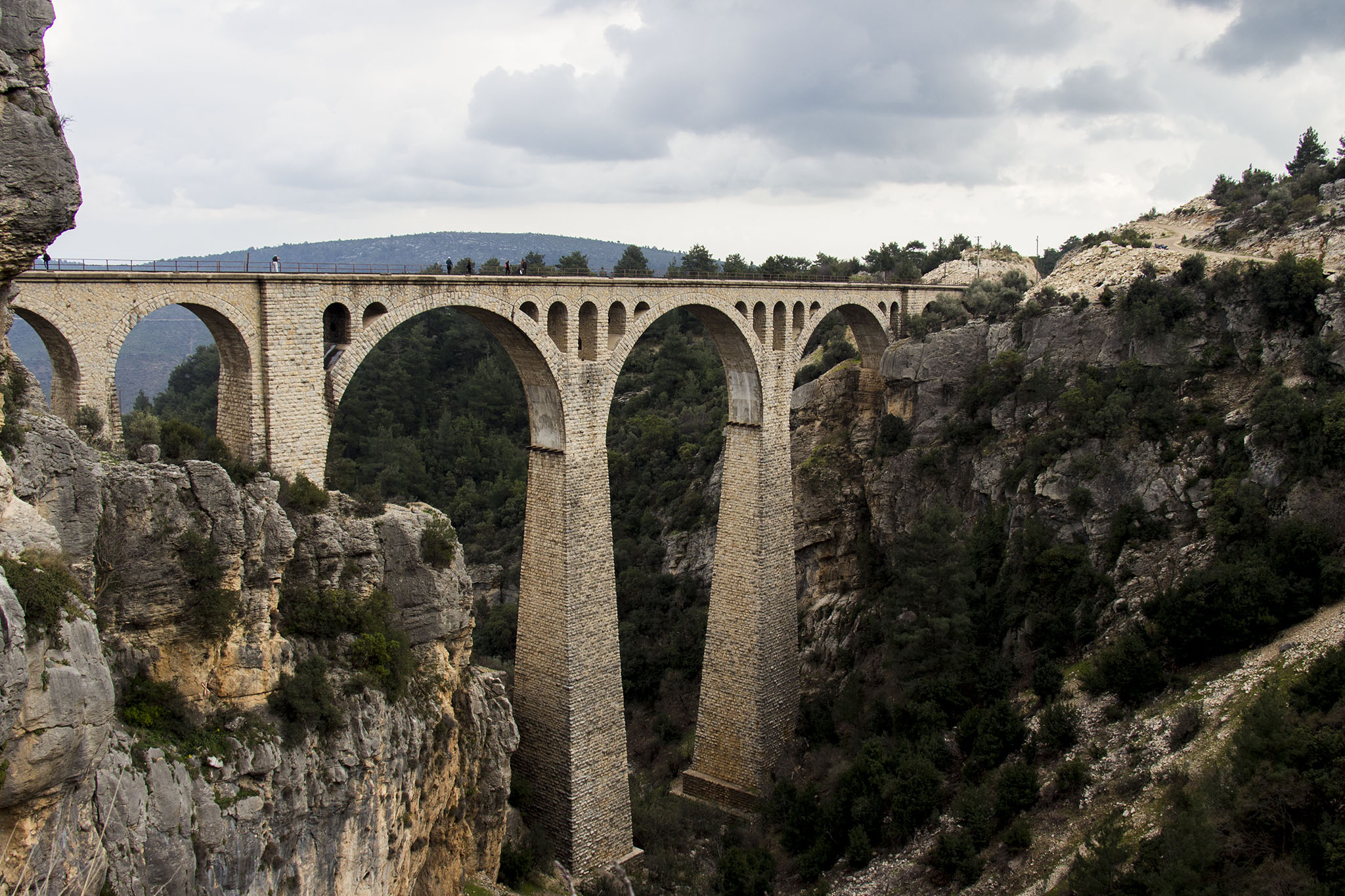
صحنه‌ای که باند مورد اصابت گلوله قرار می‌گیرد و از سقف قطار سقوط می‌کند، روی پل دره‌گذر واردا در ترکیه فیلم‌برداری شد.

گروه تولید در مارس ۲۰۱۲ وارد ترکیه شد. فیلم‌برداری‌های محلی در این کشور تا ۶ مه ادامه داشت. صحنه‌های تعقیب‌وگریز در استانبول را در شهر آدانا فیلم‌برداری کردند. یکی از چالش‌های گروه تولید در طول تمرین سکانس درگیری روی سقف قطار به‌وجود آمد؛ زمانی‌که نوجوانان تُرک به منطقهٔ تحت حفاظت فیلم‌سازی در حاشیهٔ راه‌آهن آدانا وارد و توسط نیروهای امنیتی دستگیر شدند. صحنهٔ سقوط باند از قطار را روی پل دره‌گذر واردا فیلم‌برداری کردند. برای اجرای این صحنه، اندی لیستر (بدلکار نقش باند) درحالی‌که با طناب ایمنی به یک واگن جرثقیل‌دار بسته شده بود، از ارتفاع ۳۰۰ فوتی (۹۱ متری) به پشت شیرجه زد. به منظور فیلم‌برداری در ماه آوریل، بخش‌های مختلف استانبول شامل بازار چهارسوی مصر، مسجد جدید، ادارهٔ مرکزی پست، میدان سلطان احمد و بازار بزرگ را تعطیل کردند. فروشندگانی که از این وضعیت متضرر می‌شدند، اجازه داشتند تا مغازه‌های خود را باز کنند؛ اما اجازهٔ کسب‌وکار به آنها داده‌نشد. در عوض، روزانه ۷۵۰ لیرهٔ ترک (۴۱۸ دلار) به‌عنوان غرامت به آنها پرداخت گردید. برای فیلم‌برداری در امتداد خط ساحلی، گروه تولید مجبور شد با ۶۱۳ نفر از شرکای مالی کالیس بیچ در منطقهٔ فتحیه مذاکره کند. در زمان ضبط سکانس تعقیب‌وگریز با موتور سیکلت بر فراز بام‌های استانبول، از گروه تولید به خاطر آسیب زدن به بناها انتقاد شد. ویلسون این موضوع را تکذیب و خاطرنشان کرد که عوامل تولید قطعات شیروانی پشت بام‌ها را پیش از فیلم‌برداری برداشته و نمونه‌های مشابهی را به‌طور موقت جایگزین کرده بودند. اما سکانس تعقیب‌وگریز در بازار بزرگ استانبول برای فیلم‌سازان دردسر ایجاد کرد. طی فیلم‌برداری یکی از این صحنه‌ها، کنترل موتور از دست بازیگر بدلکاری خارج شد و ویترین یک حجرهٔ جواهرفروشی ۳۳۰ ساله فروریخت.

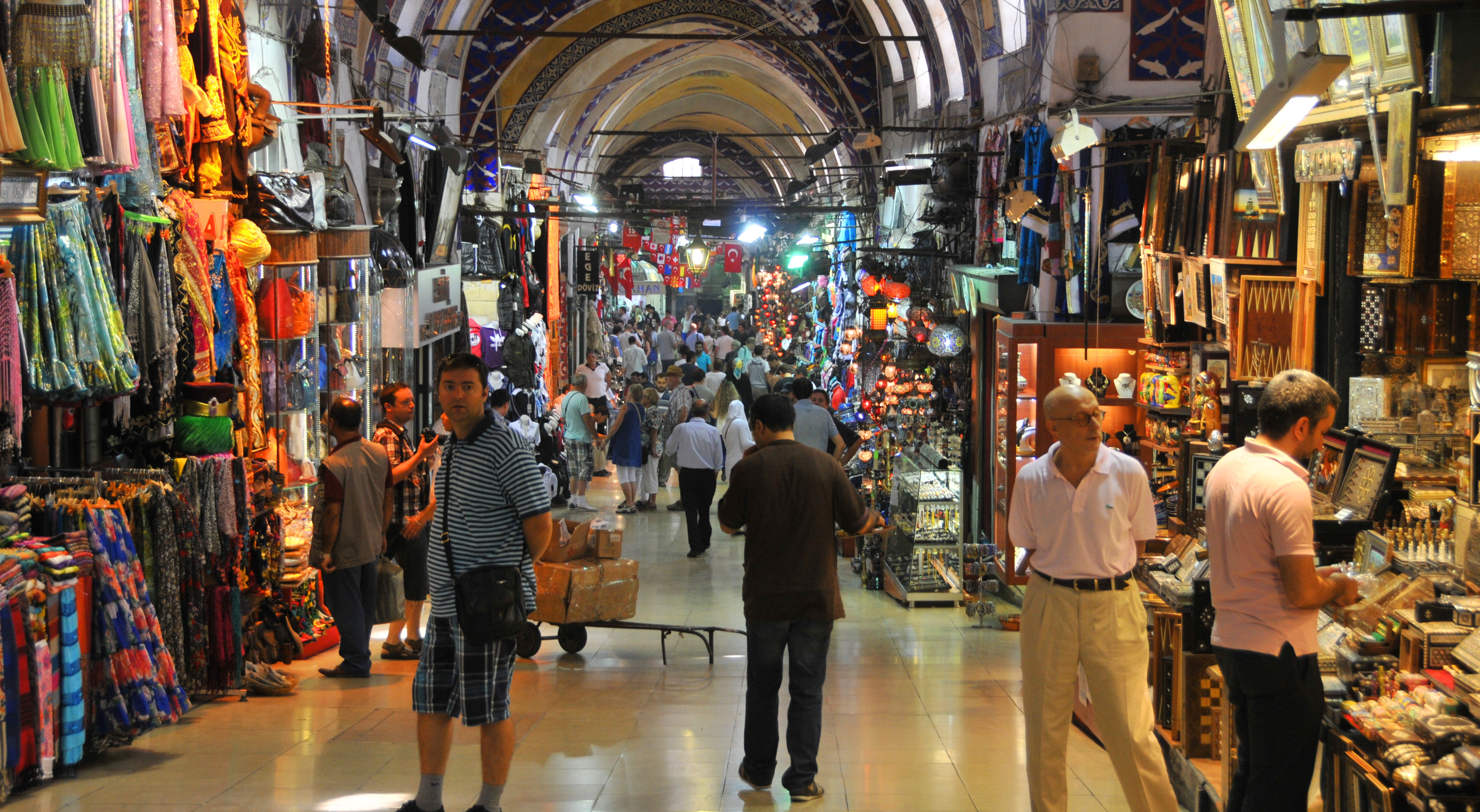
طی فیلم‌برداری از صحنهٔ تعقیب‌وگریز در بازار بزرگ استانبول، غفلت بازیگر بدل‌کار باعث فروریختن ویترین یک حجرهٔ ۳۳۰ ساله شد.

مندس قبلاً گفته بود که بخشی از داستان فیلم در چین اتفاق می‌افتد و برای فیلم‌برداری‌های مربوط به آن، شانگهای و «چند نقطهٔ دیگر» از این کشور مد نظر هستند. لوگان نیز گفته بود که آنها عمداً دنبال مکان‌های عجیب‌وغریب می‌گشتند که «برعکس» لندن باشد و «باند در آنجا احساس ناراحتی کند». با اخذ مجوزهای لازم در چین، واحد دوم تولید اجازه پیدا کرد تا با بالگرد قرضی دولت این کشور از فضای هوایی شانگهای فیلم‌برداری کند. اما صحنه‌هایی که به حضور بازیگران اصلی نیاز داشت، نه در شانگهای بلکه در بریتانیا فیلم‌برداری شدند. برای فیلم‌برداری از صحنه‌ای که باند در هتل محل اقامتش در شانگهای شنا می‌کند، استخر ویرجین اکتیو در منطقهٔ تجاری کنری وورف در لندن انتخاب شد. از میدان مسابقهٔ آسکات در بارک‌شر به‌عنوان فرودگاه بین‌المللی شانگهای پودنگ و از فضای داخلی برج برودگیت در لندن نیز برای نمایش ورودی و سرسرای آسمان‌خراش شانگهای استفاده شد. کازینوی گلدن دراگون ماکائو داخل سکوی صوتی استودیوهای پاین‌وود ساخته شد؛ همراه با ۳۰۰ فانوس شناور و دو سردیس اژدها (هرکدام به ارتفاع ۳۰ فوت) که روشنایی کل مجموعه را تأمین می‌کردند. خزندگان درون گودال کازینو، نخستین جانورانی بودند که به روش تصویرسازی رایانه‌ای در فیلم‌های جیمز باند ظاهر شدند. برای به‌نمایش درآوردن آنها، گروه جلوه‌های تصویری به بررسی کالبدشناسی و طرز حرکت اژدهای کومودو در باغ‌وحش لندن پرداخت و از اندام‌های مختلف آن عکس‌های باکیفیت از نمای نزدیک گرفت. فرایند مدل‌سازی، پویانمایی و بافت‌دهی سه بعدی این جانوران از روی تصاویر مبنا و با استفاده از نرم‌افزارهای شرکت اتودسک انجام شد. جلوه‌های طراحی‌شده درنهایت با صحنه‌های لایو اکشن ادغام شدند و چندین لایهٔ گرد و غبار هم اضافه شد تا کیفیت درگیری داخل گودال را منتقل کند. نخستین تصویر رسمی فیلم اسکای‌فال که جیمز باند را در آسمان‌خراش شانگهای نشان می‌داد، در ۱ فوریه ۲۰۱۲ انتشار یافت. نماهای داخلی این آسمان‌خراش در واقع متعلق به یک مدل بازسازی‌شده در پاین‌وود بودند.

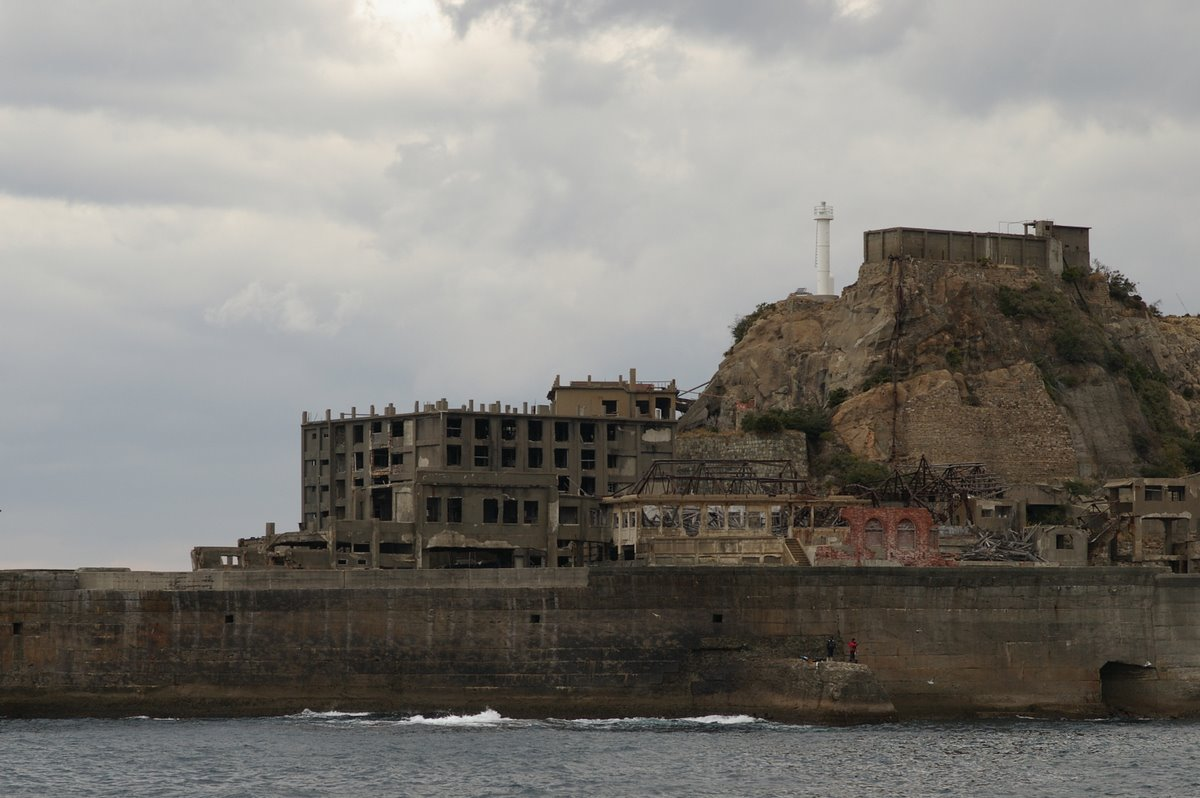
جزیرهٔ هاشیما در سال ۲۰۰۶؛ مخفیگاه رائول سیلوا در فیلم اسکای‌فال با الهام از این جزیره به تصویر کشیده شد.

برای طراحی مخفیگاه سیلوا که به روایت فیلم در نزدیکی ماکائو واقع شده، از جزیره‌ای متروک در سواحل ناگاساکی موسوم به جزیرهٔ هاشیما الهام گرفته شد. به گفتهٔ مندس، صحنه‌هایی که فضای جزیره را به تصویر می‌کشند، با ادغام مجموعهٔ عظیمی از خیابان‌های شهری و تصاویر رایانه‌ای ساخته شدند. توماس نوردانستاد، فیلم‌ساز سوئدی، در سال ۲۰۰۲ در این جزیره حضور یافته و مستند کوتاهی با عنوان هاشیما تهیه کرده بود. به همین دلیل، دنیل کریگ در زمان فیلم‌برداری دختری با خالکوبی اژدها (۲۰۱۱) ملاقاتی با نوردانستاد در استکهلم ترتیب داد. نوردانستاد به خاطر می‌آورد که کریگ در طول آن ملاقات یادداشت‌های متعدد برداشت؛ اما تا زمان نمایش عمومی اسکای‌فال علت کنجکاوی‌های او را نفهمید.
برای به‌نمایش درآوردن اسکای‌فال در سینما، صحنه‌های فیلم را بعداً به قالب آی‌مکس تبدیل کردند. زمانی‌که دیکینز تصمیم به فیلم‌برداری با دوربین‌های آری الکسا گرفته بود، خبر نداشت که اسکای‌فال به‌صورت آی‌مکس روی پرده خواهد رفت. او در ابتدا از آزمون‌های آی‌مکس حاصل از فیلم‌هایش راضی نبود؛ چون رنگ‌های آن «فوق‌العاده به نظر نمی‌رسیدند». پس از کاوش بیشتر در سامانه آی‌مکس، معلوم شد که شرکت سازنده از یک فرایند اختصاصی برای مسترینگ مجدد فیلم‌ها استفاده می‌کند. دیکینز چند نمونه را آزمایش کرد و متوجه شد که «تصاویر در صفحهٔ عریض آی‌مکس خیره‌کننده به نظر می‌رسند». به این ترتیب، تردیدهای او دربارهٔ قالب نهایی فیلم برطرف شد.

#### بازارپردازی
شرکت آبجوسازی هینیکن ان. فی از سال ۱۹۹۷ میلادی به یکی از حامیان مالی فیلم‌های جیمز باند تبدیل شده بود و معمولاً به شیوهٔ گمارش محصول تبلیغ می‌کرد. این شرکت طی یک قرارداد تجاری، ۴۵ میلیون دلار برای حق بازارپردازی به سازندگان اسکای‌فال پرداخت کرد که به تنهایی حدود یک چهارم از بودجهٔ تخمینی برای تولید فیلم را پوشش می‌داد. درحالی‌که فیلم‌های قبلی این مجموعه شخصیت‌های مکمل را درحال نوشیدن محصولات هینیکن به نمایش می‌گذاشتند، در اسکای‌فال قرار شد که خود باند حداقل در یک صحنه به سراغ آبجوی هینیکن برود. این موضوع بعداً انتقاد بعضی از طرفداران این مجموعه را برانگیخت؛ چراکه طبق رمان‌های ایان فلمینگ، نوشیدنی مورد علاقهٔ جیمز باند کوکتل ودکا و مارتینی است. دنیل کریگ هم از کارزار تبلیغاتی شرکت هینیکن حمایت کرد و گفت که چنین قراردادی برای ساختن یک فیلم هزینه‌بر مثل اسکای‌فال ضروری است و افزود که «واقعیت بی‌پرده این است که بدون آنها نمی‌توانستیم کاری انجام دهیم. این مایهٔ تأسف است اما حقیقت غیر از این نیست».
به لطف پنجاهمین سالگرد مجموعهٔ جیمز باند، اسکای‌فال به‌غیر از شرکت هینیکن از حمایت مالی چند شریک تبلیغاتی دیگر هم برخوردار و قرار شد که در طول فیلم به نام آنها اشاره یا از محصولاتشان استفاده گردد. از حوزهٔ حمل‌ونقل، صنایع خودروسازی لندروور، مرسدس بنز، آئودی، استون مارتین، هوندا موتور و شرکت هواپیمایی ویرجین آتلانتیک حضور داشتند. شرکای حوزهٔ مد و پوشاک هم عبارت بودند از شرکت‌های ساعت‌سازی امگا اس‌آ و لونژین، شرکت تولیدی پوشاک  تام فورد و تولیدی لوازم ورزشی آدیداس. لوازم الکترونیکی مورد استفادهٔ شخصیت‌های فیلم نیز توسط شرکت ارتباطات سونی فراهم شد. علاوه بر این‌ها، ویسکی ماکالان ۵۰ ساله، نوشابهٔ رژیمی کوکا کولا زیرو و کنیاک شرکت کورووازیه هم در چند صحنه از فیلم به چشم می‌خوردند.

## آلبوم موسیقی
دیوید آرنولد طی سال‌های ۱۹۹۷ تا ۲۰۰۸ برای پنج فیلم از مجموعهٔ جیمز باند آهنگ‌سازی کرده بود؛ اما با آغاز مراحل فیلم‌سازی اسکای‌فال، توماس نیومن جایگزین او شد. نیومن نهمین فردی بود که در تاریخ این مجموعه برای حماسه‌های جیمز باند آهنگ می‌ساخت. او پیش از این هم برای فیلم‌های سم مندس شامل زیبای آمریکایی (۱۹۹۹)، راهی به تباهی (۲۰۰۲)، جارهد (۲۰۰۵) و جاده انقلابی (۲۰۰۸) آهنگ ساخته بود. آرنولد بعداً گفت که انتخاب نیومن به خاطر سابقهٔ همکاری مشترک او با مندس بوده و همچنین افزود که همکاری همزمان خودش با دنی بویل برای آهنگ‌سازی مراسم افتتاحیهٔ المپیک تابستانی ۲۰۱۲ ربطی به جدایی از مجموعهٔ فیلم‌های جیمز باند نداشت. آلبوم موسیقی فیلم اسکای‌فال در ۲۹ اکتبر ۲۰۱۲ در بریتانیا و در ۶ نوامبر ۲۰۱۲ در ایالات متحدهٔ آمریکا منتشر شد.
طی صحنه‌ای که سیلوا فضای داخلی جزیره را به باند نشان می‌دهد، آهنگی از شارل ترنه با عنوان باوم! (۱۹۳۸) پخش شد. همچنین در صحنهٔ حملهٔ بالگردی سیلوا به عمارت اسکای‌فال در اواخر فیلم، نسخه‌ای از آهنگ گروه انیمالز با بازخوانی جان لی هوکر با عنوان بوم بوم (۱۹۶۴) پخش شد.

### ترانهٔ تیتراژ

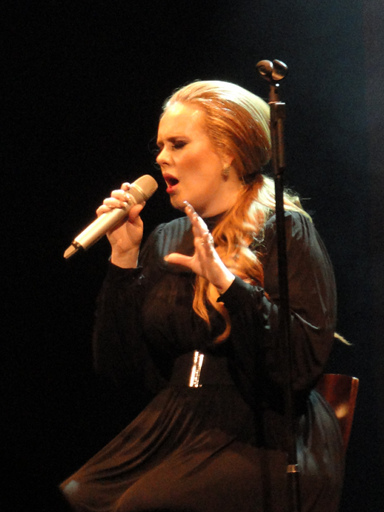
ادل در سال ۲۰۱۱؛ آلبوم ۲۱ وی که پیش از تک‌آهنگ «اسکای‌فال» منتشر شد، پرفروش‌ترین آلبوم قرن بیست و یکم محسوب می‌شود.

لیا ولاک رئیس بخش موسیقی شرکت سونی پیکچرز، در اوایل سال ۲۰۱۱ به ایون پروداکشنز پیشنهاد داد که برای ترانهٔ فیلم جدید جیمز باند از ادل ادکینز، خوانندهٔ شهیر بریتانیایی، دعوت کنند. ولاک معتقد بود که ترانه‌های ادل «پرشور، به‌یادماندنی و خاطره‌انگیز» هستند. ادل بعداً اعتراف کرد که برای پذیرش این پیشنهاد، در ابتدا «کمی مردد» بود. او با این بهانه که «ترانه‌هایم شخصی هستند» و «از ته دل می‌نویسم» به مندس گفته بود تصور نمی‌کند که فرد مورد نظر آنها باشد. مندس هم در پاسخ از او تقاضا کرد که «صرفاً اشعار شخصی بنویس» و از ترانهٔ تیتراژ فیلم جاسوسی که دوستم داشت (۱۹۷۷) — اثر کارلی سایمون با عنوان هیچ‌کس بهتر از این نمی‌تواند — الهام بگیر. ادل نسخه‌ای از فیلمنامه را خواند و به این نتیجه رسید که «نباید تعلل کرد» زیرا به طرح فیلم «علاقه‌مند شده بود». او برای ساختن ترانه از پل اپ‌وُرث کمک گرفت. اپ‌ورث در آلبوم ۲۱ نیز با ادل همکاری کرده بود.
در ابتدا، قرار بود که عنوان ترانه و نام خوانندهٔ آن مخفی نگه داشته شوند. ادل در سپتامبر ۲۰۱۱، در برنامهٔ جاناتان راس برای نخستین بار به کار روی «یک پروژهٔ منحصربه‌فرد» اشاره کرد و همین کافی بود تا گمانه‌زنی رسانه‌ها مبنی بر مشارکت او در فیلم جدید جیمز باند آغاز شود. ادل همچنین طی مصاحبه‌ای با شبکهٔ رادیویی ان‌آرجی در آوریل ۲۰۱۲ اعلام کرده بود که تمایل دارد تک‌آهنگ جدیدی را تا پایان سال ضبط کند؛ ولی در پایان سخنانش اضافه کرد که این کار زودتر از انتشار آلبوم جدیدش انجام نخواهد شد. در مقطعی شایعه شد که بگذار آسمان ساقط شود عنوان این تک‌آهنگ خواهد بود. رایان تدر، خوانندهٔ گروه موسیقی وان‌ریپابلیک، در سپتامبر ۲۰۱۲ پیامی در رسانهٔ اجتماعی توییتر منتشر و ادعا کرد که ترانه را شنیده و از آن به‌عنوان «بهترین تم جیمز باند در طول زندگی‌اش» یاد کرد. ادل بالأخره در ۱ اکتبر ۲۰۱۲ به‌طور رسمی اعلام کرد که ترانهٔ فیلم اسکای‌فال را با همکاری آهنگ‌ساز همیشگی‌اش، پل اپ‌وُرث، نوشته و ضبط کرده است. او بعداً پارتیتور ترانه را هم در رسانهٔ اجتماعی توییتر به اشتراک گذاشت و خاطرنشان کرد که خودش و اپ‌ورث، ترانه‌پردازان این اثر بودند و مسئولیت تنظیم آن بر عهده اپ‌ورث و جی. ای. سی. ردفورد قرار داشت. این ترانه به‌صورت آنلاین در هفت دقیقهٔ بامداد (ساعت ۰:۰۷ به وقت تابستانی بریتانیا) روز ۵ اکتبر ۲۰۱۲ منتشر شد. تهیه‌کنندگان فیلم اسکای‌فال این روز را که مصادف با پنجاهمین سال‌روز نمایش دکتر نو (۱۹۶۲) بود، به‌عنوان «روز جیمز باند» نام‌گذاری کردند.
از روزی که نخستین تماس‌ها با ادل گرفته شد تا روزی که ترانه به‌صورت رسمی انتشار یافت، ۱۸ ماه فاصله افتاد که دورهٔ بارداری ادل را هم شامل می‌شد. با این‌حال، او طی مصاحبه‌ای پس از مراسم اسکار سال ۲۰۱۳ اعتراف کرد که اشعار اولیهٔ ترانهٔ اسکای‌فال در ۱۰ دقیقه نوشته شده بودند. ولاک می‌گفت که این فاصلهٔ ۱۸ ماهه به خاطر آن بود که ادل و اپ‌ورث می‌خواستند مطمئن شوند که «همه چیز به‌درستی پیش می‌رود». اپ‌ورث نقل می‌کرد که فیلم‌سازان در ابتدا به‌دنبال «یک تصنیف دراماتیک» می‌گشتند. به همین دلیل، متن ترانه به‌جای این که روی رمانتیک‌گرایی متمرکز باشند، خط داستانی فیلم را دنبال می‌کند. به گفتهٔ اپ‌ورث، این آهنگ دربارهٔ «مرگ و تولد دوباره» است و سعی در بیان این مطلب دارد: «زمانی‌که دنیا به آخر می‌رسد و همه چیز در اطرافمان فرومی‌ریزد؛ اگر پشت همدیگر بایستیم، خواهیم توانست بر هرچیزی غلبه کنیم».

## انتشار

### بازاریابی

پوشش تبلیغاتی اسکای‌فال روی بدنهٔ یک اتوبوس دوطبقه در بریستول

نخستین پیش‌پردهٔ رسمی اسکای‌فال در می ۲۰۱۲ منتشر شد. تبلیغات بیشتر برای نمایش سینمایی اسکای‌فال و جشن ۵۰ سالگی مجموعهٔ جیمز باند به صورت پخش بیانیهٔ مطبوعاتی، برگزاری کارزار تبلیغاتی، مصاحبه با افراد کلیدی درگیر در پروژهٔ تولید، انتشار بریده‌فیلم و استفاده از تبلیغات محیطی صورت گرفتند.
شاید بیشترین سهم از بازاریابی برای فیلم جدید جیمز باند به مراسم افتتاحیهٔ بازی‌های المپیک لندن در ۲۷ ژوئیه ۲۰۱۲ تعلق داشت؛ جایی‌که باند با نقش‌آفرینی دنیل کریگ به‌همراه ملکه الیزابت دوم روی صحنه ظاهر شدند تا بخشی از مراسم را اجرا کنند. در این برنامه، ابتدا فیلمی پخش شد که نشان می‌داد باند و ملکه در کاخ باکینگهام بر بالگرد آگوستاوستلند ای‌دابلیو۱۳۹ سوار می‌شوند و بر فراز جاذبه‌های گردشگری لندن شامل میدان پارلمان، چرخ هزاره، برج نلسون، کلیسای جامع سنت پل و کاخ وست‌مینستر پرواز می‌کنند تا به  ورزشگاه المپیک در شرق لندن برسند. لحظاتی پس از اتمام فیلم، بالگرد مشابهی بر فراز ورزشگاه رؤیت و درحالی‌که موسیقی ۰۰۷ پخش می‌شد، ملکه و جیمز باند با چتر نجات از آن بیرون پریدند و کمی بعد، پشت میکروفون ظاهر شدند. گرچه در جریان این برنامه به نام اسکای‌فال اشاره نشد، اما این شیرین‌کاری آگاهی عموم را به‌طور مشخص دربارهٔ مأمور مخفی بریتانیا افزایش داد و «این باور را در اذهان عمومی تقویت کرد که جیمز باند اسطوره و قهرمان ملی بریتانیاست».

### نمایش عمومی
نخستین پرده از اسکای‌فال در ۲۳ اکتبر ۲۰۱۲ در رویال آلبرت هال به نمایش درآمد و چارلز سوم — که در آن زمان شاهزادهٔ ولز بود — به‌همراه همسرش، کامیلا — که در آن زمان دوشس کورن‌وال بود — برای تماشای فیلم حضور یافتند. در پایان مراسم، شاهزاده چارلز درخواست کرد که پول جمع‌آوری‌شده به مؤسسات خیریه‌ای اهدا شود که به اعضای سابق یا فعلی سازمان‌های اطلاعاتی بریتانیا خدمات ارائه کرده‌اند. اسکای‌فال سه روز پس از این مراسم، یعنی در ۲۶ اکتبر در سرتاسر بریتانیا به نمایش عمومی گذاشته شد و در ۸ نوامبر نیز به سینماهای ایالات متحدهٔ آمریکا رسید. اسکای‌فال نخستین فیلم جیمز باند بود که در سالن‌های آی‌مکس به نمایش درمی‌آمد. نسخهٔ آی‌مکس اسکای‌فال در آمریکای شمالی، یک روز زودتر از نسخهٔ معمولی آن به نمایش گذاشته شد.
سازمان ملی موارد خشونت جنسی در ایالات متحده اسکای‌فال را به خاطر صحنه‌ای که باند «از قدرت و اختیار خود سوء استفاده می‌کند» و با سورین وارد رابطهٔ جنسی می‌شود، مورد انتقاد قرار داد و ابراز نگرانی کرد که در نتیجهٔ این صحنه، «جامعه ممکن است به اشتباه تصور کند که قربانیان خشونت جنسی حاضر به تمکین هستند».
نمایش عمومی اسکای‌فال در کشور چین علاوه بر دو ماه تأخیر، با حذف و دستکاری برخی از صحنه‌های کلیدی آن نیز همراه بود. یکی از این موارد، حذف کامل صحنهٔ تیراندازی پاتریس به نگهبان آسمان‌خراش شانگهای بود. مورد دیگر، دستکاری زیرنویس گفتگوی باند و سورین در کازینوی ماکائو و حذف جملات مربوط به تن‌فروشی سورین بود؛ گرچه صحنه‌ای که باند به خال‌کوبی روی مچ دست سورین پی می‌برد، دست‌نخورده باقی ماند. جملات مربوط به شکنجه شدن سیلوا توسط نیروهای امنیتی چین هم از زیرنویس‌ها حذف شد.

### نسخهٔ نمایش خانگی

تبلیغ انتشار نسخهٔ نمایش خانگی اسکای‌فال روی بدنهٔ واگن قطار در ایستگاه راه‌آهن کینگز کراس لندن

نسخهٔ دیجیتالی اسکای‌فال بر روی دی‌وی‌دی و نسخهٔ دیسک بلوری آن با کیفیت اچ‌دی در تاریخ ۱۲ فوریهٔ ۲۰۱۳ در ایالات متحدهٔ آمریکا و کانادا و در ۱۸ فوریهٔ ۲۰۱۳ در بریتانیا منتشر شدند.
برای نسخهٔ نمایش خانگی اسکای‌فال نیز تبلیغات شد. در یک مورد، قطارهای بین شهری سواحل شرقی بریتانیا در ماه فوریه با روکش تبلیغاتی پوشیده شدند تا انتشار نسخهٔ نمایش خانگی فیلم را به اطلاع عموم برسانند. علاوه بر این، شمارهٔ لوکوموتیو برقی بریتیش ریل کلاس ۹۱ به‌طور موقت از ۹۱۱۰۷ به ۹۱۰۰۷ تغییر کرد و در ۱۶ فوریه ۲۰۱۳، از آن با نام اسکای‌فال در ایستگاه کینگز کراس رونمایی شد. اسکای‌فال نخستین قطار در بریتانیا بود که نام خود را از یک فیلم سینمایی می‌گرفت.

## بازخوردها

### فروش در گیشه
اسکای‌فال با بودجه‌ای بین ۱۵۰ تا ۲۰۰ میلیون دلار ساخته شده بود. با پایان یافتن دورهٔ نمایش عمومی، مجموع درآمدهای حاصل از فروش اسکای‌فال در گیشهٔ جهانی به یک میلیارد و ۱۰۹ میلیون دلار رسید و این فیلم به سودآورترین محصول شرکت سونی پیکچرز (تا سال ۲۰۱۹) و دومین فیلم پرفروش سال ۲۰۱۲ تبدیل شد. اسکای‌فال در روزهای پایانی هفتهٔ اول نمایش، ۸۰/۶ میلیون دلار از ۲۵ کشور جهان کسب کرد. با درنظرگرفتن سهم سالن‌های بریتانیا از این رقم که به ۲۰/۱ میلیون پوند می‌رسید، اسکای‌فال به دومین نمایش پرفروش جمعه تا یکشنبه، پس از فیلم هری پاتر و یادگاران مرگ – قسمت ۲ (۲۰۱۱)، تبدیل شد. اسکای‌فال همچنین توانست از رکورد درآمد هفت‌روزهٔ همین فیلم، با ۳۵/۷ میلیون پوند پیشی بگیرد و با ۳۷/۲ میلیون پوند رکورد بالاترین درآمد هفت‌روزه در بریتانیا را به نام خود ثبت کند. این فیلم تا ۹ نوامبر ۲۰۱۲، بیش از ۵۷ میلیون پوند در بریتانیا فروش کرد و با عبور از فیلم شوالیهٔ تاریکی برمی‌خیزد (۲۰۱۲)، به‌عنوان پرفروش‌ترین فیلم سال بریتانیا لقب گرفت. اسکای‌فال در عین حال، پرفروش‌ترین فیلم جیمز باند در بریتانیا هم محسوب می‌شد.
با گذشت ۴۰ روز از آغاز نمایش عمومی، درآمد اسکای‌فال از سالن‌های سینمایی بریتانیا به ۹۴/۲۸ میلیون پوند رسید. طی روزهای بعد، این رقم از رکورد فروش ۹۴/۳ میلیون پوندی فیلم آواتار (۲۰۰۹) هم عبور کرد و اسکای‌فال به پردرآمدترین فیلم تاریخ سینمای بریتانیا تبدیل شد. در ۳۰ دسامبر ۲۰۱۲، اسکای‌فال تنها فیلم سینمایی بود که بیش از ۱۰۰ میلیون پوند در بریتانیا فروش می‌کرد (این رکورد در سال ۲۰۱۵ توسط فیلم جنگ ستارگان: نیرو برمی‌خیزد شکسته شد). تا پایان سال ۲۰۱۲، میزان درآمد اسکای‌فال در گیشهٔ جهانی از مرز یک میلیارد دلار عبور کرد و این فیلم، به چهاردهمین فیلم تاریخ سینما و نخستین فیلم جیمز باند تبدیل شد که به چنین مرتبه‌ای دست پیدا می‌کرد. اسکای‌فال در پایان سال ۲۰۱۲، هفتمین فیلم پرفروش تاریخ سینما بود. با احتساب تغییرات نرخ تورم در آمریکا، این فیلم از رکورد فروش یک میلیارد و ۴۷ میلیون دلاری فیلم گلولهٔ آتشین (۱۹۶۷) نیز پیشی گرفت.
استقبال از اسکای‌فال در سایر کشورها هم چشمگیر بود. میزان فروش فیلم طی روزهای انتهایی هفتهٔ اول نمایش در فرانسه به ۱۴/۳ میلیون دلار، در سوئیس به ۵/۳ میلیون دلار و در فنلاند به ۱/۴۷ میلیون دلار رسید. این فیلم همچنین دومین فیلم برتر هالیوودی سال ۲۰۱۲ در هندوستان، پس از مرد عنکبوتی شگفت‌انگیز (۲۰۱۲) و دومین فیلم برتر سینمای اتریش، پس از ارباب حلقه‌ها: بازگشت پادشاه (۲۰۰۳) بود.
بیش از ۳۵۰۰ شعبهٔ سینمایی در ایالات متحدهٔ آمریکا و کانادا اسکای‌فال را به نمایش گذاشتند که بالاترین سطح نمایش عمومی در بین فیلم‌های جیمز باند محسوب می‌شد. این فیلم در مجموع توانست ۳۰۴/۴ میلیون دلار فروش کند و به چهارمین فیلم پرفروش این منطقه در سال ۲۰۱۲ تبدیل شود. درآمد اسکای‌فال طی نخستین روز نمایش عمومی در ایالات متحدهٔ آمریکا و کانادا به ۳۰/۸ میلیون دلار و طی روزهای پایانی هفتهٔ اول نمایش به ۸۸/۴ میلیون دلار رسید که در میان فیلم‌های مجموعهٔ جیمز باند بی‌سابقه بود. در ایالات متحدهٔ آمریکا، درآمد اسکای‌فال از نخستین نمایش شبانه به ۲/۴ میلیون دلار و از نمایش آی‌مکس و پرده‌های عریض به ۲/۲ میلیون دلار رسید.

### نقدها و نظرات
رسانهٔ گلوبال‌پست در گزارشی نوشت که فیلم اسکای‌فال موفق شده «در مجموع، بازخوردهای مثبت منتقدان و طرفداران» را به‌دست‌آورد. پایگاه اینترنتی راتن تومیتوز نیز اعلام کرد که این فیلم بر اساس رأی ۳۸۴ نفر، موفق به دریافت امتیاز میانگین ۸/۲ از ۱۰، معادل با رضایت ۹۲ درصدی کارشناسان شد. در جمع‌بندی نظرات این پایگاه آمده که «سم مندس با یک اکشن هیجان‌انگیز، هوشمندانه، سکسی و میخکوب‌کننده، باند را به صحنه بازگردانده تا عنوان یکی از بهترین فیلم‌های ۰۰۷ تا به امروز را احراز کند». بر اساس نظر ۴۹ منتقد در وبگاه متاکریتیک، امتیاز میانگین (وزنی) ۸۱ از ۱۰۰ نصیب اسکای‌فال شد که بیانگر «تحسین همگانی» بود. نظرسنجی‌های سینماسکور نیز نشان دادند که از «A+» تا «F»، میانگین نمرهٔ تماشاگران به این فیلم «A» است.
جمعی از منتقدان عرصهٔ سینما از جمله کیت مویر از روزنامهٔ تایمز، فیلیپ فرنچ از روزنامهٔ آبزرور و دنیل کروپا از رسانهٔ آی‌جی‌ان همراه با چند منتقد دیگر از روزنامه‌های آیریش ایندیپندنت و دیلی رکورد درصدد پاسخ به این پرسش برآمدند که آیا اسکای‌فال می‌تواند بهترین فیلم جیمز باند باشد یا نه. رابی کولین در روزنامهٔ دیلی تلگراف نوشت که اسکای‌فال «در اغلب لحظات، خیره‌کننده و در تمام لحظات، بی‌پروا» است و علاوه بر اکشن فوق‌العاده، طنز و احساسات را هم پوشش می‌دهد. تاد مک‌کارتی از مجلهٔ هالیوود ریپورتر معتقد بود که اسکای‌فال «بی‌نهایت جذاب است و در همان حال، یک جریان زیرپوستی از مضامین طنز را به طرز جالبی به تصویر می‌کشد». او در ادامه افزود که حال‌وهوای فیلم از «سنگینی و پیچیدگی نسبی» برخوردار است. پیتر دی‌بروژ از مجلهٔ ورایتی نیز عقیده داشت که بزرگ‌ترین نقطهٔ قوت فیلم در آن است که روی شخصیت‌پردازی و صحنه‌های اکشن به یک اندازه تمرکز کرده و به هر دو فرصت داده تا برای جلب توجه مخاطبان، به جای این که باهم رقابت کنند، همزیستی داشته باشند. به نظر منولا دارگیس از روزنامهٔ نیویورک تایمز، اسکای‌فال «دنبالهٔ بهتری برای کازینو رویال» شده؛ ولی «به جای این که خارق‌العاده باشد، پُرزرق‌وبرق است و آهسته و پیوسته کم‌هیجان می‌شود».
کیم نیومن در مجلهٔ امپایر به مرور فیلم پرداخت و نتیجه گرفت که «اسکای‌فال تقریباً تمام آن چیزی است که در قرن ۲۱ از باند انتظار می‌رود: باحال اما نه حیله‌گر؛ معتقد به رویکردهای سنتی، اما تا به امروز، در هیجاناتش جدی و در شخصیتش نسبتاً پیچیده بوده؛ هرچند، حس شوخ‌طبعی دارد که آن هم چندان مشهود نیست». اوا سولک هم در تارنمای مجلهٔ فوربز نوشت که «باند درحال پیر شدن است و گاهی از پا می‌افتد؛ اما خوشبختانه اعتماد به نفسش را از دست نمی‌دهد. به‌علاوه، او دوباره شوخ‌طبع شده و می‌تواند حتی در بدترین شرایط هم جواب دندان‌شکن بدهد و مثل گذشته به پرچم بریتانیا پای‌بند بماند». راجر ایبرت از روزنامهٔ شیکاگو سان– تایمز به فیلم حداکثر امتیاز چهار ستاره داد و دربارهٔ آن نوشت: «یک جشن تمام‌عیار، مسرت‌بخش و هوشمندانه برای یکی از نمادهای محبوب فرهنگی». رایان گیلبی در مجلهٔ خبری نیو استیتسمن نوشت که «خاطره‌بازی در این فیلم رخنه کرده» و ادامه داد که «گاهی، روش‌های قدیمی بهترین هستند».
بسیاری از منتقدان، هنرنمایی دنیل کریگ را به‌عنوان بازیگر نقش اصلی تحسین کردند. راجر ایبرت نوشت که در این فیلم «دنیل کریگ روی نقشی تسلط پیدا کرده که پیش از این در کازینو رویال به خوبی ایفا کرده بود؛ اما در فیلم ذره‌ای آرامش چندان خوب نبود». فیلیپ فرنچ نیز گفت که «کریگ تلاش می‌کند تا از سایهٔ [شان] کانری خارج شود». ادوارد پورتر در روزنامهٔ ساندی تایمز نوشت که «کریگ شخصیت قلدر، خشک و باهوش باند را ارتقا داده است». رایان گیلبی معتقد بود که کریگ «به شخصیت باند خو کرده، بدون آن که خصیصهٔ سگ‌جانی او را نادیده بگیرد».
عملکرد بازیگران نقش مکمل نیز تحسین شد. راجر ایبرت عنوان کرد که اسکای‌فال «برای جودی دنچ، که از بهترین بازیگران نسل خودش است، بالأخره نقش شایسته‌ای دست‌وپا کرده. نقشی که فراتر از یک همبازی است؛ چراکه زمان زیادی از فیلم به او اختصاص یافته، دیالوگ‌هایش کوبنده است و شخصیتش بسیار پیچیده‌تر و دلسوزتر از آن چیزی شده که ما از این مجموعه انتظار داریم». جنی مک‌کارتنی نیز نظر مشابهی در روزنامهٔ ساندی تلگراف درج و حضور دنچ را در این فیلم «فوق‌العاده درخشان» توصیف کرد. مک‌کارتنی در ادامه افزود که «دوربین اغلب و به‌طور بسیار معنادار روی او ملایمت به خرج می‌دهد». به باور مک‌کارتنی، خاویر باردم نقش رائول سیلوا را «با اشتیاقی ترسناک» بازی کرده است. هنری کی میلر از مجلهٔ سینمایی سایت اند ساوند نیز در توصیف شخصیت سیلوا گفت که او «اصیل‌ترین دشمن باند در این چند دهه» است.
توانایی سایر بازیگران اسکای‌فال نیز مورد بررسی منتقدان قرار گرفت. برای مثال، کیم نیومن «گرمی و جذابیت» در اجرای فینی را قابل توجه یافت. از طرف دیگر، منتقدانی همچون ادوارد پورتر، دنیل کروپا و الیور لیتلتون از وبگاه پلی‌لیست، به عملکرد رالف فاینز در نقش مالوری و بن ویشاو در نقش کیو اشاره کردند.

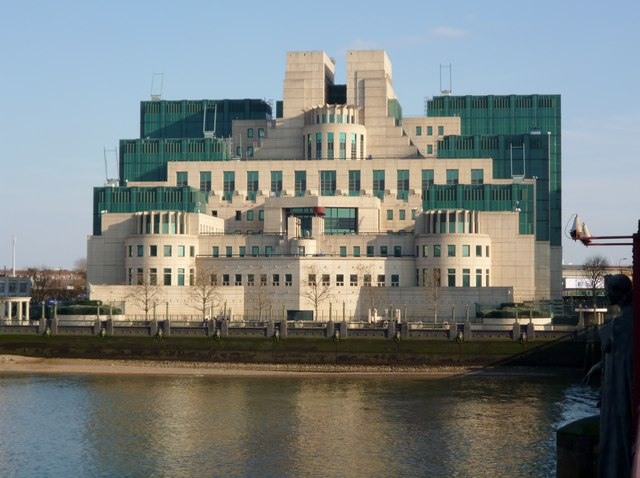
مشابه با فیلم دنیا کافی نیست، مقر سازمان ام‌آی۶ در لندن مورد حملۀ تروریستی قرار می‌گیرد.

آن هورنادی در روزنامهٔ واشینگتن پست نوشت که سم مندس با ارائهٔ فیلمی «درخشان، اُس‌وقُس‌دار و باکلاس… که به اندازهٔ مناسب برای میراث [مجموعهٔ جیمز باند] و خلق چیزهای بدیع احترام قائل شده» جان تازه‌ای در این مجموعه دمیده است. کیم نیومن و دنیل کروپا نیز مندس را برای کارگردانی سکانس‌های اکشن ستودند. کروپا در این باره نوشت که «مندس نه تنها می‌تواند صحنه‌های اکشن را کارگردانی کند، بلکه می‌تواند آنها را زیبا جلوه دهد». هنری کی میلر نیز نظر مشابهی داشت و ضمن تحسین مندس، او را شایسته می‌دید تا تعداد بیشتری از فیلم‌های جیمز باند را کارگردانی کند. فیلم‌برداری راجر دیکینز نیز مورد تحسین قرار گرفت. نیومن اظهار داشت که دیکینز توانسته «تأثیرگذارترین عناصر بصری در این مجموعه را از دههٔ ۱۹۶۰ ارائه دهد». میلر نیز در توصیف فیلم عنوان کرد که «تصویربرداری‌ها فوق‌العاده درخشان» شده‌اند.
ترانهٔ تیتراژ اسکای‌فال نیز مورد توجه گسترده واقع شد. روزنامهٔ وال استریت ژورنال نوشت که «وجود پشتوانهٔ ارکستری به آن جاودانگی کلاسیک می‌بخشد و آن را از ترانه‌های معمولی پاپ متمایز می‌کند… از این گذشته، اشعار آن با تهدید به خشونت و مرگ آمیخته‌اند». نیل مک‌کورمیک از دیلی تلگراف هم اشعار این ترانه را «کمی شوم» توصیف کرد. مجلهٔ هالیوود ریپورتر نوشت که «با نوای شورانگیز خواننده، ترانهٔ اسکای‌فال بی‌شک مثل یک تم جیمز باندی به نظر می‌رسد» و حال‌وهوای آن «[خاطرات] دههٔ ۱۹۶۰ را زنده می‌کند؛ دورانی که تم جیمز باند مثل ترانهٔ گلدفینگر روان، فریبنده و فراتر از زندگی بود».
اسکای‌فال از گلایه‌ها در امان نماند. بسیاری از تماشاچیان به دو ساعت و نیم زمان نمایش فیلم انتقاد کردند. عدهٔ دیگری معتقد بودند که یک سوم پایانی فیلم «کشدار» شده و با ضرباهنگ دو سوم ابتدایی آن متناسب نیست. ژان بروکز در تارنمای روزنامهٔ گاردین نوشت که «احساسات‌گرایی امکان قضاوت دربارهٔ فیلم را تحت‌الشعاع قرار می‌دهد». دنیل کروپا عقیده داشت که باند گرل‌ها «ضعیف‌ترین جنبهٔ اسکای‌فال» هستند و «نائومی هریس در نقش مأمور عملیاتی افتضاح است». سوزان گاتری از روزنامهٔ نیو دیلی به‌طور مشابه نوشت که با وجود باند گرل‌هایی همچون پوسی گالور در گلدفینگر (۱۹۶۴) و هانی رایدر در دکتر نو (۱۹۶۲)، سورین یک نسخهٔ آبکی است. فیلیپ فرنچ هم گفت که «طنزپردازی در اغلب موارد سطحی است و طبق معمول، باند خیلی راحت به دام می‌افتد و خیلی راحت فرار می‌کند». ادوارد پورتر نیز عقیده داشت که سکانس اوج فیلم کمی مأیوس‌کننده شده و «اگرچه نقاط ضعف در بخش‌های پایانی مهم نیستند، ولی سکانس کوتاه اختتامیهٔ فیلم فوق‌العاده شده».
انتقادها از صحنهٔ کشته شدن سورین و به‌ویژه اظهار نظر باند دربارهٔ «هدر رفتن نوشیدنی اسکاچ» شدید بود. جید بودوسکی از مؤسسهٔ سینمایی ترایبکا آن صحنه را «ناخوشایند» توصیف کرد و افزود که چنین چیزی ناشی از رویکرد سابق فرانچایز در قبال زنان به‌عنوان «اقلام یک‌بار مصرف» است چراکه به آنان فقط به چشم «ابژهٔ جنسی، لذت‌جویی و ابزار پی‌رنگ» می‌نگرد. در طرف دیگر، عده‌ای از این صحنه دفاع کردند و آن را برای تکمیل شخصیت‌پردازی باند به‌عنوان یک فرد بی‌عاطفه مناسب می‌دیدند. کلاوس دادز هم معتقد بود که حذف جودی دنچ از نقش ام — که تحت تأثیر موج انتقادات فمینیستی در دههٔ ۱۹۹۰ به فیلم‌های باند اضافه شده بود — به معنای بازگشت رویکردهای مردسالارانه به این فرانچایز است. او در ادامه افزود: «اسکای‌فال در پایان پیشنهاد می‌کند که برای حفظ امنیت بریتانیا در این روزگار پُردردسر، به مردان میانسال و مسن (که کت و شلوارهای خوش‌دوخت می‌پوشند) احتیاج است تا اداره‌ها و عملیات‌ها را مدیریت کنند».

## افتخارات

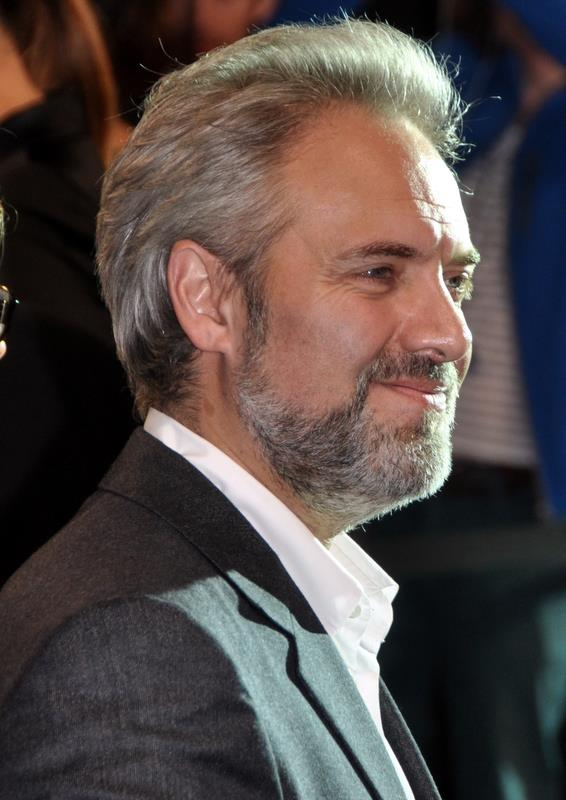
سم مندس در شب نخستین پرده از نمایش اسکای‌فال در پاریس

به لطف اسکای‌فال، فیلم‌های جیمز باند توانستند پس از ۳۱ سال دوباره در جشنوارهٔ بین‌المللی اسکار حاضر شوند. این فیلم در هشتاد و پنجمین دورهٔ جوایز اسکار در حوزه‌های بهترین فیلم‌برداری، بهترین ویرایش صدا، بهترین موسیقی فیلم، بهترین ترانهٔ غیراقتباسی و بهترین ترکیب صدا نامزد دریافت جایزه شد. از این میان، ادل و پل اپ‌وُرث جایزهٔ بهترین ترانه و پر هالبرگ و کارن لندرز جایزهٔ بهترین ویرایش صدا را از آن خود کردند. این نخستین بار بود که ترانهٔ تیتراژ فیلم‌های جیمز باند برندهٔ جایزه اسکار می‌شد؛ گرچه قبلاً ترانهٔ فیلم‌های الماس‌ها همیشگی‌اند (۱۹۷۲)، زندگی کن و بگذار بمیرند (۱۹۷۴)، جاسوسی که دوستم داشت (۱۹۷۶) و فقط به‌خاطر چشمان تو (۱۹۸۱) نامزد دریافت این جایزه شده بودند. ضمن مراسم اسکار، جشنی هم در ادای احترام به پنجاهمین سالگرد مجموعهٔ فیلم‌های جیمز باند به‌عنوان «طولانی‌ترین فرانچایز تاریخ و یک پدیدهٔ دوست‌داشتنی در جهان» برگزار گردید.
از سایر افتخارات ترانهٔ اسکای‌فال می‌توان به دریافت جایزهٔ بریت از سوی اتحادیهٔ موسیقی بریتانیا در مراسم سال ۲۰۱۳، دریافت جایزهٔ بهترین ترانهٔ غیراقتباسی در هفتادمین مراسم گلدن گلوب و دریافت جایزهٔ بهترین ترانهٔ رسانه‌های بصری در  پنجاه و ششمین دورهٔ جوایز گرمی اشاره کرد.
اسکای‌فال در هشت حوزه از شصت و ششمین جشنواره آکادمی فیلم بریتانیا (بفتا) نیز نامزد دریافت جایزه شد و از این میان، عنوان بهترین فیلم سال بریتانیا و بهترین موسیقی فیلم را از آن خود کرد.

## واژه‌نامه
1. ↑  Raoul Silva
2. ↑  Tiago Rodriguez
3. ↑  Gareth Mallory
4. ↑  Eve Moneypenny
5. ↑  Sévérine
6. ↑  Kincade
7. ↑  Patrice
8. ↑  Bill Tanner
9. ↑  Blic
10. ↑  Carte Blanche
11. ↑  Jeffery Deaver
12. ↑  MarkMonitor
13. ↑  Once Upon a Spy
14. ↑  Lily
15. ↑  Francisco Scaramanga
16. ↑  Nothing is Forever
17. ↑  Raoul Sousa
18. ↑  Mallender
19. ↑  Corinthia Hotel
20. ↑  Xenia Onatopp
21. ↑  Gary Powell
22. ↑  Chris Corbould
23. ↑  Steve Begg
24. ↑  Daniel Kleinman
25. ↑  Old Vic Tunnels
26. ↑  Duntrune Castle
27. ↑  Glencoe
28. ↑  Hankley Common
29. ↑  Andy Lister
30. ↑  Calis Beach
31. ↑  Golden Dragon
32. ↑  Thomas Nordanstad
33. ↑  Lia Vollack
34. ↑  Nobody Does It Better
35. ↑  Let the Sky Fall
36. ↑  US Sexual Violence Resource Center
37. ↑  Kate Muir
38. ↑  Philip French
39. ↑  Daniel Krupa
40. ↑  Peter DeBruge
41. ↑  Kim Newman
42. ↑  Ewa Szulc
43. ↑  Ryan Gilbey
44. ↑  Edward Porter
45. ↑  Jenny McCartney
46. ↑  Henry K Miller
47. ↑  Edward Porter
48. ↑  Oliver Lyttelton
49. ↑  Ann Hornaday
50. ↑  Neil McCormick
51. ↑  Xan Brooks
52. ↑  Susannah Guthrie
53. ↑  Pussy Galore
54. ↑  Honey Ryder
55. ↑  Jade Budowski
56. ↑  Klaus Dodds